# Mérovingiens
Les Mérovingiens forment une dynastie qui régna du Ve jusqu'au milieu du VIIIe siècle sur une très grande partie de la France et de la Belgique actuelles, ainsi que sur des parties de l'Allemagne, des Pays-Bas et de la Suisse.
Le mot « Mérovingien » provient du nom du roi Mérovée, un ancêtre semi-mythique de Clovis.
Cette lignée est issue des peuples de Francs saliens qui étaient établis au Ve siècle dans les régions de Cambrai et de Tournai, en Belgique, en la personne de Childéric Ier. Les rois mérovingiens, répartis en plusieurs royaumes, se sont livrés à une guerre civile fratricide à la fin du VIe siècle, mais l'historien Bruno Dumézil parle tout de même d'« empire » mérovingien. L'histoire des Mérovingiens est marquée par l'émergence d'une culture chrétienne parmi l'aristocratie, l'implantation progressive de l'Église dans leur territoire et une certaine reprise économique suivant la fin de l'Empire romain en Occident. 
La dynastie s'achève en 751 lorsque Childéric III, dernier roi mérovingien, est enfermé dans un monastère par Pépin le Bref. Les Carolingiens leur succèdent.

## Origine

La division de la Gaule en 481.

La dynastie mérovingienne est issue de l'aristocratie franque. Les Francs, réunis en ligue depuis le IIIe siècle de notre ère, se sont progressivement installés dans le Nord-Ouest de l'Empire romain, et plus particulièrement en Gaule belgique où les ancêtres des Mérovingiens ont pris racine. Dès les premières années de l'Empire, des groupes migrants plus ou moins homogènes n'ont cessé de se déplacer d'est en ouest, qu'ils en aient été obligés (Lètes) ou aient fait un traité (fœdus) avec l'Empire. Ils étaient probablement attirés en Gaule par les richesses. Les premiers Francs pénètrent dans l'Empire légalement : certains sont intégrés dans l'armée romaine et peuvent espérer y faire carrière, comme Richomer et Arbogast, pendant que d'autres s'installent dans l'Empire comme colons. Par la suite, les migrations franques dans le Nord de la Gaule s'intensifient avec le déclin de l'autorité romaine et la fin de l'Empire d'Occident. Enrichies par leur service auprès de Rome, certaines grandes familles franques acquièrent un pouvoir local non négligeable. L'une d'entre elles, celle de Childéric Ier et de son fils Clovis, va s'imposer et fonder la première dynastie royale franque.

## Histoire générale et personnalités

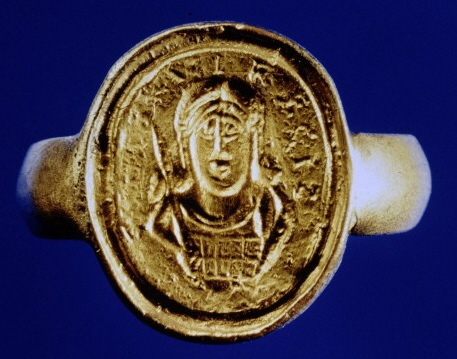
Fac-similé de l'anneau sigillaire trouvé dans la tombe du roi Childéric à Tournai en 1653, Bibliothèque nationale de France.

### Childéric Ier
Le premier représentant de l'histoire de la dynastie mérovingienne, Childéric Ier, fils de Mérovée, dominait l'ancienne province romaine de Belgique Seconde au nom de l'Empire. 

### Conquêtes de Clovis

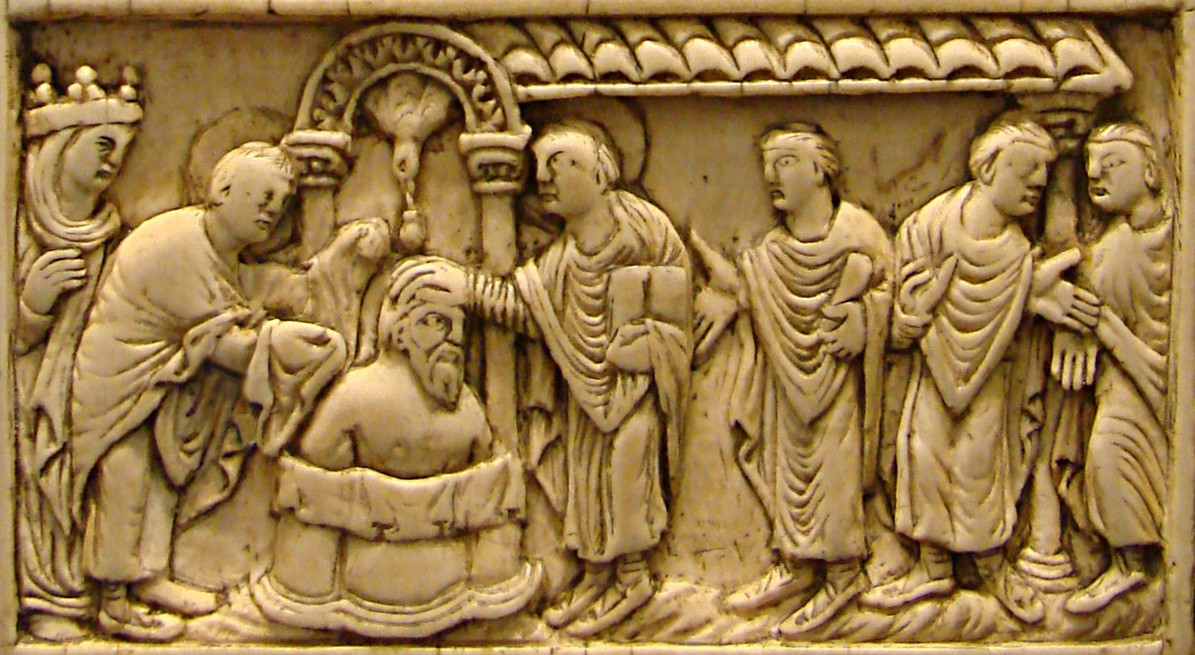
Le baptême de Clovis par saint Remi avec le miracle de la Sainte Ampoule. Plaque de reliure en ivoire, Reims, dernier quart du IXe siècle. Amiens, musée de Picardie.

Son fils Clovis (466-511), roi en 481, n'est lui-même à l'origine qu'un des nombreux rois sous le gouvernement desquels se répartissaient les Francs saliens. Son royaume, qui devait correspondre à peu près à l'étendue de l'ancienne cité romaine de Tournai, ne lui fournissait pas de forces suffisantes pour mener à bien l'attaque qu'il méditait contre Syagrius, officier romain auquel obéissait encore la région d'entre Loire et Seine. Il associa à son entreprise ses parents, les rois de Thérouanne et de Cambrai, mais il profita seul de la victoire. Syagrius défait, il s'appropria son territoire et employa la suprématie écrasante dont il jouissait désormais sur ses anciens égaux, pour se débarrasser d'eux. Soit par violence, soit par ruse, il les renversa ou les fit périr, fut reconnu par leurs peuples et en quelques années étendit son pouvoir à toute la région que le Rhin encercle de Cologne à la mer. Les Alamans qui, établis en Alsace et en Eifel, menaçaient le nouveau royaume d'une attaque par l'est, furent battus et annexés à la fin du Ve siècle. S'étant ainsi assuré la possession de toute la Gaule septentrionale du Rhin à la Loire, le roi des Francs put se consacrer à la conquête de la riche Aquitaine, dominée par les Wisigoths et leur roi Alaric II. Converti au catholicisme aux alentours de l'an 500, Clovis put éventuellement prétexter de leur hérésie (les Wisigoths adhéraient à l'arianisme) pour leur faire la guerre : il les battit à Vouillé en 507 et porta la frontière de ses possessions jusqu'aux Pyrénées. Le royaume des Burgondes (auxquels il s'était allié en épousant Clotilde, fille du roi Chilpéric II et nièce de Gondebaud), de même que la Provence, le séparaient encore de la Méditerranée. Théodoric, roi des Ostrogoths, n'entendait pas laisser le royaume des Francs s'étendre jusqu'aux portes de l'Italie : Clovis dut donc renoncer à la Provence que Théodoric, pour plus de sûreté, annexa à son propre royaume. Cette expansion rapide du royaume des Francs (latin regnum francorum) fut facilitée par sa conversion au catholicisme qui lui assura l'appui de l'aristocratie gallo-romaine et de l'Église catholique. Il installera sa capitale à Paris vers 507.

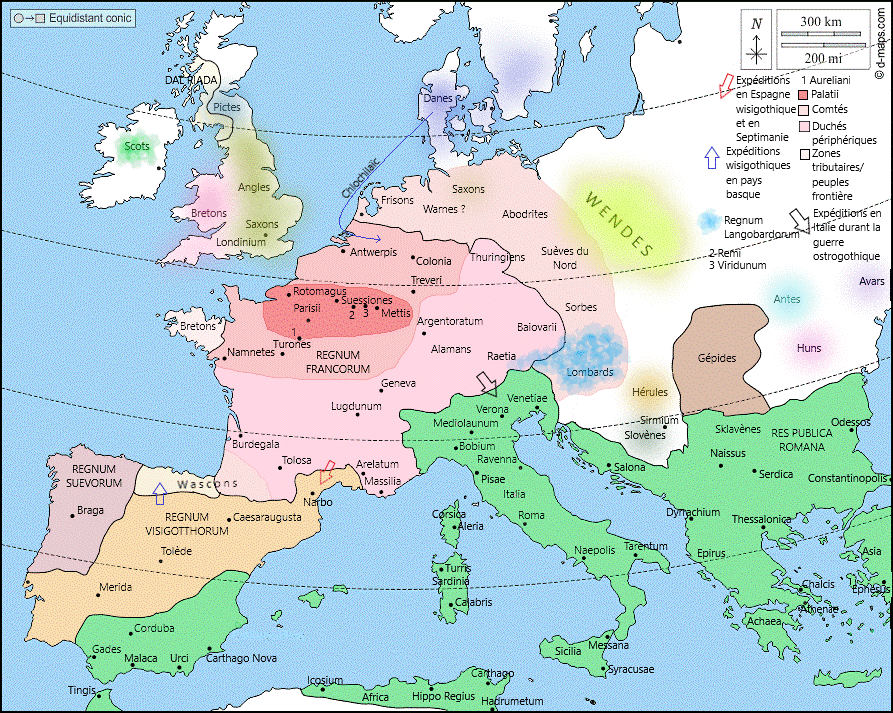
Le royaume mérovingien à son apogée vers 560.

À sa mort en 511, Clovis n'avait pas réglé sa succession et le royaume fut partagé entre ses quatre fils. Selon Grégoire de Tours, la région de Metz revint à Thierry, Orléans à Clodomir, Paris à Childebert et Soissons à Clotaire. Pour Bruno Dumézil, mais également pour Geneviève Bührer-Thierry et Charles Mériaux, il ne faut pas comprendre ce partage comme une division stricte du royaume. Les quatre frères sont rois en même temps mais l'intégrité du Regnum Francorum est en partie conservée, ce qui explique la relative facilité avec laquelle certains rois mérovingiens parviennent à réunifier le royaume à la mort de leurs frères (dont ils sont parfois eux-mêmes responsables). Cela n'a rien d'inédit si l'on compare cette succession à celles de certains empereurs romains comme Constantin Ier. C'est cette très fragile entente de circonstance entre les frères qui explique également la conquête de la Burgondie vers 534 par Childebert et Clotaire (à la demande de leur mère Clotilde selon Grégoire de Tours) puis de la Provence. Le royaume fut réunifié en 558 par Clotaire Ier, puis divisé à nouveau entre les fils de ce dernier en 561. Trois grosses entités territoriales se forment progressivement au sein du royaume : Neustrie, Austrasie et Bourgogne (l'Aquitaine passant sous l'autorité d'une dynastie de ducs indépendants). En 613, Clotaire II, petit-fils de Clotaire Ier, parvient à réunifier de nouveau le royaume des Francs. Comme le précise Bruno Dumézil, loin de régresser par suite de ces partages, « la superficie du monde franc double entre la mort de Clovis et la fin du VIe siècle ».
Les historiens ont longtemps considéré que le partage du royaume entre les fils, à la mort du roi, manifestait le fait que les peuples germaniques, et les Francs en particulier, considéraient le royaume comme un patrimoine personnel du roi et que la notion d’État leur était inconnue. Bruno Dumézil explique cependant que la notion romaine de « fisc » n'avait alors pas disparu et qu'une liste précise des terres « publiques » était tenue par les rois mérovingiens.

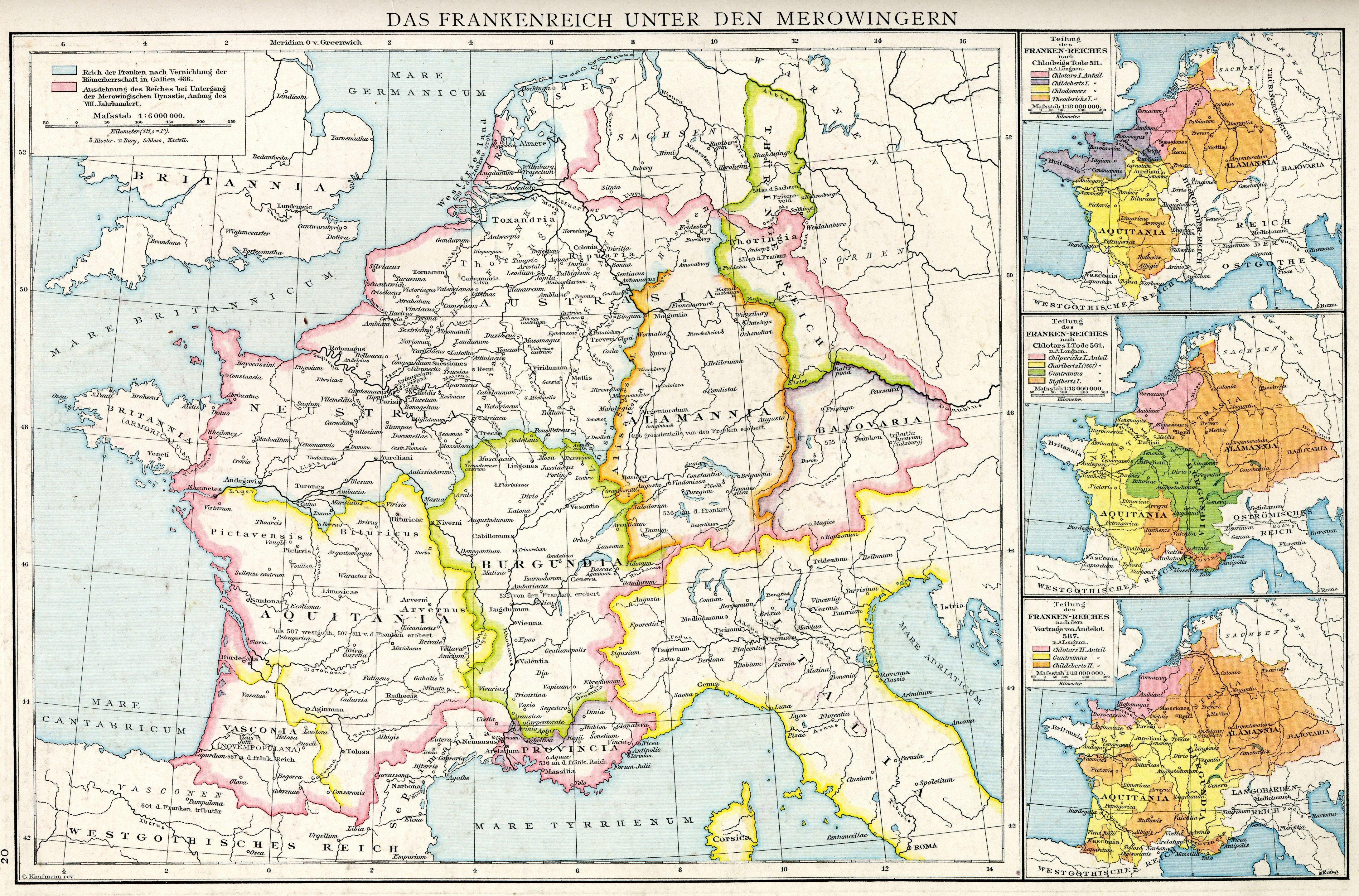
Regnum Francorum divisé en Teilreiche.

### Conflits de famille
Cette réflexion sur la portée des partages successifs du royaume ne doit cependant pas masquer la réalité des conflits sanglants qu'a connus la dynastie mérovingienne à la fin du VIe siècle. Grégoire de Tours les rapporte longuement dans ses Dix livres d'histoires.
Une querelle familiale opposa en effet pendant près de cinquante ans les deux fils de Clotaire Ier, à savoir Chilpéric Ier et Sigebert Ier, ainsi que leurs conjointes respectives, Frédégonde et Brunehaut. Selon Grégoire de Tours, Frédégonde, maîtresse de Chilpéric Ier, fit assassiner la femme de celui-ci, Galswinthe, une princesse wisigothique et prit sa place de reine. La sœur de Galswinthe, Brunehaut, également épouse de Sigebert Ier, demanda alors à son mari de réagir pour obtenir une compensation en réparation du meurtre. Chilpéric Ier, l'époux de Frédégonde, parut d'abord se soumettre mais il ne tint pas ses engagements : la guerre éclata entre les deux frères. Ce conflit serait la manifestation, à l'échelle du royaume, du principe de la « faide », le droit à la vengeance, comparable à la loi du talion.

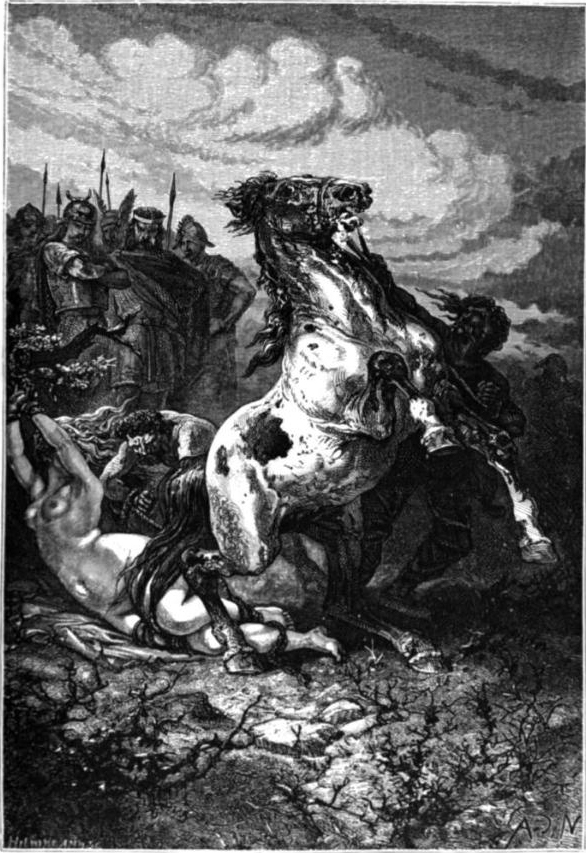
Le Supplice de Brunehilde par Alphonse de Neuville (1883) [Brunehilde est une variation du prénom Brunehaut].

Le bilan de ce conflit familial est lourd :
- Galswinthe fut assassinée à l'instigation de Frédégonde en 568 ; après ce meurtre, Chilpéric Ier épousa sa maîtresse Frédégonde ; ce premier meurtre déclenche les hostilités dans la fratrie par le biais des épouses ;
- Sigebert Ier est assassiné en 575 ;
- Mérovée (fils de Chilpéric Ier et de sa première épouse répudiée Audevaire) épousa sa tante par alliance Brunehaut, veuve de son oncle Sigebert Ier ; il fut assassiné en 577, peut-être à l'instigation de Frédégonde ;
- Clovis, un autre fils de Chilpéric Ier, disparut également : Frédégonde fut soupçonnée car ne survécut que sa propre descendance ;
- Chilpéric Ier fut assassiné en 584, peut-être sur l'ordre de Brunehaut par vengeance, voire sur instruction de sa troisième épouse Frédégonde à la suite d'une affaire d'adultère ;
- Childebert II, fils de Sigebert Ier, mourra empoisonné en 596, peut-être encore à l'instigation de Frédégonde ;
- Brunehaut, âgée d'environ 66 ans, fut suppliciée en 613 à la suite de sa défaite contre Clotaire II, dernier fils de Chilpéric Ier et Frédégonde.

Au terme de ces cinquante années de conflit, Clotaire II réunifia le royaume des Francs, non sans avoir éliminé les gêneurs et les prétendants au trône. Il rassembla ainsi :
- l'Austrasie : l'Est de la France actuelle, l'Est de la Belgique actuelle et les régions rhénanes ;
- la Neustrie : le Nord-Ouest de la France actuelle (sans la Bretagne) ;
- la Bourgogne : l'ancienne Burgondie, c'est-à-dire l'actuelle Bourgogne, le Nord de la vallée du Rhône et le Centre (Orléans).

On attribue à Clotaire II (584-629), l'édification d'un château à Clichy dans les Hauts-de-Seine, site probablement découvert à l'occasion d'une chasse. Rien ne permet d'en imaginer la forme ni l'importance. Cependant Clotaire II, en 626, y réunit un concile des évêques et princes de Neustrie et de Bourgogne. Son fils Dagobert Ier, roi des Francs de 629 à 639, s'y maria avec Gomatrude en 629, ce qui laisse penser que le palais avait quelque importance.
Parmi les deux fils de Clotaire II, Charibert et Dagobert, le premier mourut prématurément en 632, et son fils Chilpéric décéda peu de temps après, ce qui permit l'unification du territoire. Le court règne de Dagobert Ier marqua alors une période d'apogée et de relative paix dans le royaume mérovingien. C'est également sous son règne que se placent les dernières conquêtes en direction de la Germanie, permettant d'atteindre le Danube.
Le dernier siècle mérovingien fut celui de l'ascension politique d'une famille aristocratique d'Austrasie : les Pippinides. Dès le règne de Clotaire II, Pépin Ier de Landen s'allia au roi contre Brunehaut, et obtint la mairie du palais d'Austrasie. Ses descendants, Grimoald puis Pépin II de Herstal, parvinrent à la conserver par intermittence et s'emparèrent pour un temps de la mairie du palais de Neustrie, à la fin du VIIe siècle. En 717, un fils de Pépin II, Charles Martel, arriva sur le devant de la scène en devenant à son tour maire du palais d'Austrasie. Il dut alors faire face à la résistance de l'aristocratie neustrienne menée par Rainfroi, maire du palais de Neustrie depuis 715. Les Neustriens firent d'un moine obscur nommé Daniel un roi mérovingien qui s'imposa difficilement sous le nom de Chilpéric II. À sa mort en 721, ne laissant aucun héritier, c'est au tour de Charles Martel de sortir un Mérovingien d'un monastère pour en faire un roi : Thierry IV. Ce dernier ne posséda jamais la réalité du pouvoir et s'effaça face à son puissant maire du palais. À la mort de Thierry IV en 737, Charles Martel est tellement influent qu'il peut se passer de roi jusqu'à sa mort en 741. Son fils Pépin III le Bref lui succéda et, même s'il prit d'abord le parti de placer sur le trône en 743 un Mérovingien, à savoir Childéric III, il n'hésita pas à déposer celui-ci huit ans plus tard et à se faire élire roi à sa place. Commença alors la dynastie carolingienne.

### Lent déclin des Mérovingiens

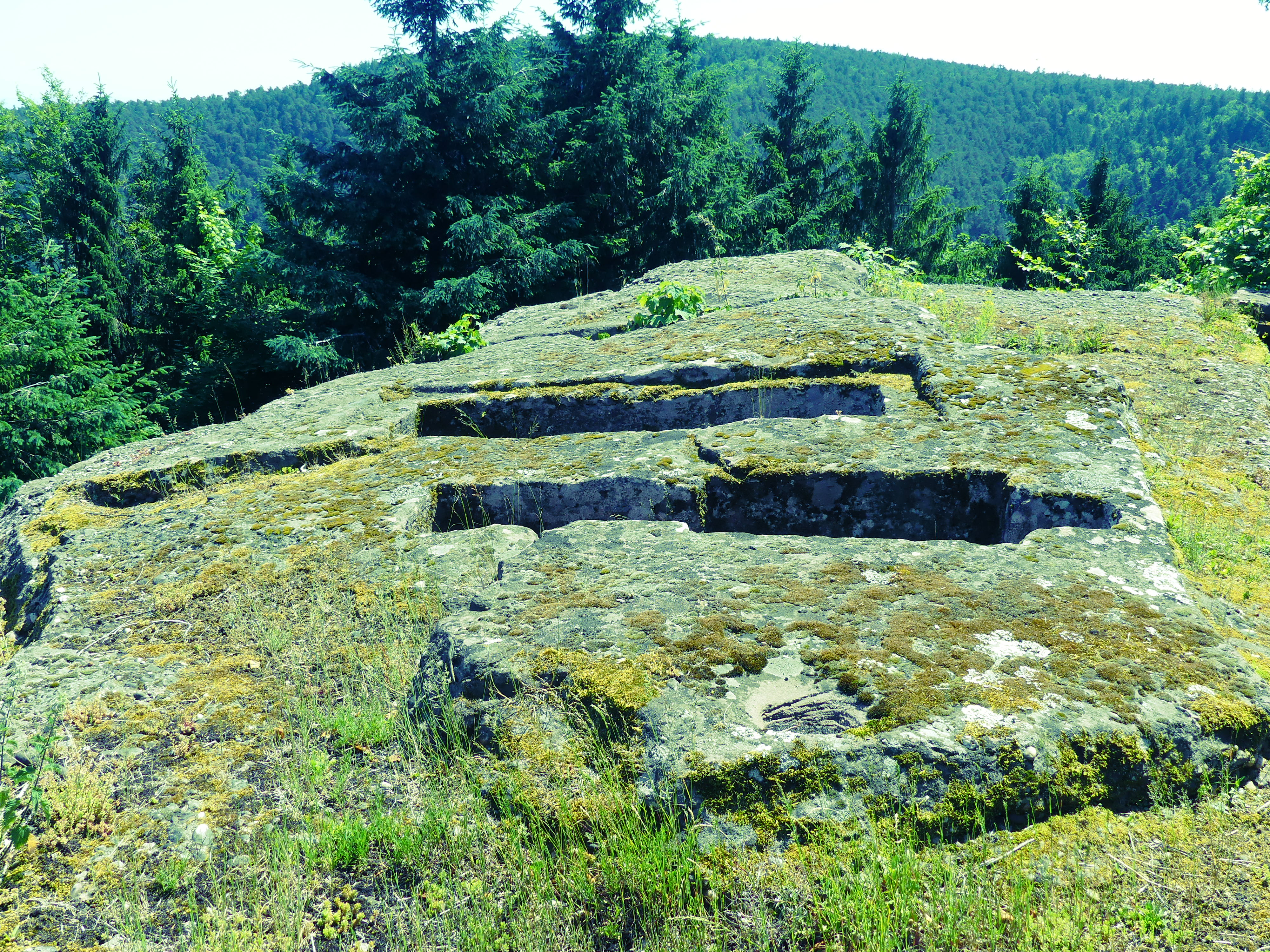
Tombe de Mérovingiens - Allitona, à Ottrott, au mont Sainte-Odile.

À partir de 639 (à la fin du règne de Dagobert Ier) commença l'époque des souverains que le biographe de Charlemagne, Éginhard, nomma les rois fainéants, au IXe siècle dans sa Vita Karoli (Vie de Charlemagne), cela pour légitimer la prise de pouvoir carolingienne. En réalité, leur inaction s'explique surtout par leur faiblesse et leur impuissance. Ils sont souvent très jeunes, et les querelles familiales pour le pouvoir ne leur laissaient qu'une espérance de vie très faible et les souverains mérovingiens devinrent les jouets de l'aristocratie.
D'autre part, dans un contexte général de crise économique en Occident, les richesses acquises par leurs prédécesseurs s'étaient considérablement amenuisées, à la suite de l'arrêt des campagnes militaires pour étendre le royaume, des détournements de l'impôt et des dépenses engagées pour venir à bout des révoltes et pour acheter la fidélité des vassaux.
L'autorité des Mérovingiens s'affaiblit donc pendant cette période de pauvreté et de déclin de la monarchie, tandis que s'imposaient peu à peu les maires du palais, appelé major domus ou magister palatii en latin. À l'origine simple intendant, le maire du palais devint avec le temps le réel administrateur du royaume, comparable au premier ministre au bas Moyen Âge, en raison de son rôle central dans les relations avec l'aristocratie franque. Étant issu de celle-ci, en effet, le maire du palais défendait naturellement les intérêts des nobles, ce qui valut aux détenteurs de la charge un prestige croissant. Progressivement, la charge de maire du palais consista notamment à déclencher les guerres, à négocier les accords avec les pays voisins, à nommer les évêques, les ducs et les comtes. Des trois maires du palais, celui de Bourgogne disparut assez tôt, puis la lutte s'engagea entre les deux autres.
L'aristocratie foncière d'Austrasie, plus puissante que les grands propriétaires de Neustrie, parce que plus éloignée du roi et de l'ancienne administration romaine, était avantagée dans un État presque exclusivement fondé sur la richesse foncière. Entre le maire d'Austrasie, Pépin de Herstal, qui représentait les grands, et le maire de Neustrie, Ebroïn, resté fidèle à l'ancienne conception royale, la lutte était inégale : Pépin triompha. Dès lors, il n'y eut plus qu'un maire du palais pour toute la monarchie et ce fut la famille des Pippinides qui la fournit. Depuis longtemps, elle jouissait dans le nord du Royaume d'une situation qu'elle devait à sa richesse foncière. Ses domaines étaient nombreux, surtout dans cette région mi-romane mi-germanique dont Liège, alors un simple village, forme le centre, et se répandaient dans la Hesbaye, le Condroz et l'Ardenne ; Andenne et Herstal étaient ses résidences favorites. De riches mariages augmentèrent encore son ascendant. De l'union de la fille de Pépin de Landen et du fils d'Arnoul de Metz naquit Pépin de Herstal, cité plus haut, qui fut le premier à exercer véritablement la régence dans toute la monarchie franque.

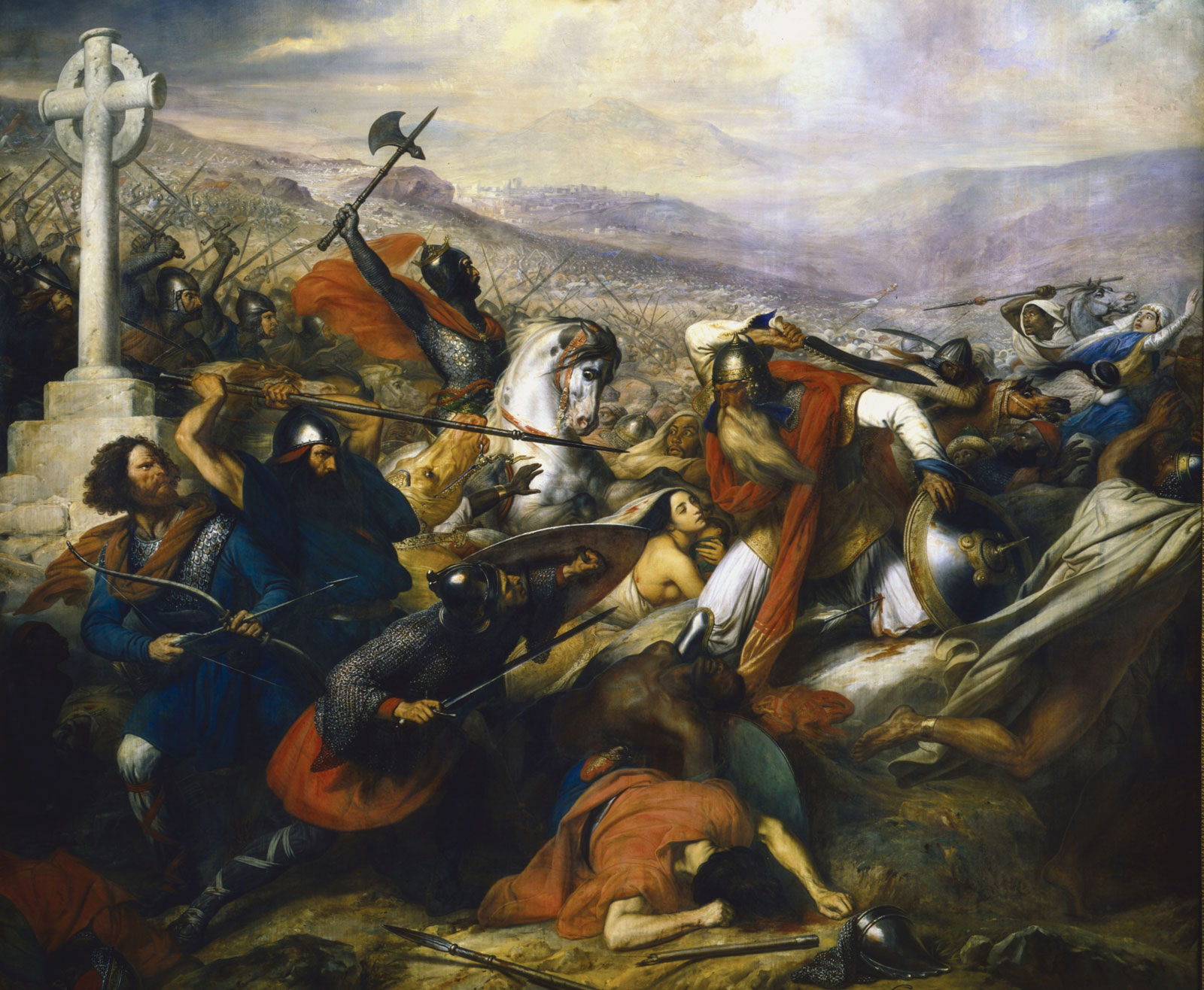
Charles Martel à la Bataille de Poitiers, en octobre 732, représentation par Charles de Steuben, musée d'histoire de France de Versailles.

### Ascension des Pippinides
Lorsque les Sarrazins (musulmans) envahirent l'Aquitaine, le successeur de Pépin de Herstal, Charles Martel vint leur offrir le combat dans les plaines de Poitiers et l'élan de la cavalerie sarrazine se brisa contre les lignes de son infanterie lourde. L'invasion arrêtée reflua ; les Sarrazins ne conservèrent en Gaule que les environs de Narbonne, d'où Pépin le Bref devait les expulser en 759.
Le triomphe de Poitiers acheva de faire de Charles Martel le maître du royaume. Il en profita pour lui donner une solide organisation militaire. Jusqu'à lui, l'armée ne s'était composée que des hommes libres, levés dans les comtés en temps de guerre. C'était une simple milice de fantassins, s'équipant à leurs frais, difficile à réunir, lente dans ses mouvements. Après Poitiers, Charles résolut de créer, à l'exemple des Arabes, une cavalerie qui pût se porter rapidement au-devant de l'ennemi et remplacer l'avantage du nombre par celui de la mobilité. Une telle nouveauté supposait une transformation radicale des usages antérieurs. On ne pouvait imposer aux hommes libres ni l'entretien d'un cheval de guerre, ni l'acquisition du coûteux équipement de cavalier, ni le long et difficile apprentissage du combat à cheval.
Pour atteindre ce but, il fallait donc créer une classe de guerriers possédant les ressources correspondant au rôle qu'on attendait d'eux. Une large distribution des terres fut faite aux vassaux les plus robustes du maire du palais, qui n'hésita pas à séculariser, à cette fin, bon nombre de biens d’Église. Chaque homme d'armes gratifié d'une tenure ou, pour employer le terme technique, d'un bénéfice, fut tenu d'y élever un cheval de guerre et de fournir le service militaire à toute réquisition. Un serment de fidélité renforça encore ces obligations. Le vassal qui n'était au départ qu'un serviteur devint ainsi un soldat dont l'existence fut assurée par la possession d'un lopin de terre. L'institution se répandit très rapidement dans tout le royaume. Les immenses domaines de l'aristocratie permettaient à chacun de ses membres de se constituer une troupe de cavaliers, et ils n'y manquèrent pas. Le nom primitif de bénéfice disparut un peu plus tard, remplacé par celui de fief. Mais l'organisation féodale elle-même, pour l'essentiel, se trouve dans les mesures prises par Charles Martel. Ce fut la plus grande réforme militaire que l'Europe ait connue avant l'apparition des armées permanentes. Elle devait d'ailleurs exercer une répercussion profonde sur la société et sur l'État. Dans son fond, elle n'était qu'une adaptation de l'armée à une époque où le grand domaine dominait toute la vie économique et elle eut pour conséquence de donner à l'aristocratie foncière la puissance militaire avec la puissance politique. La vieille armée des hommes libres ne disparut pas, mais elle ne constitua plus qu'une réserve à laquelle on recourut de moins en moins.
Les rapports de Charles Martel avec l'Église n'avaient pas été harmonieux. Celle-ci lui reprocha ses sécularisations et lui tint rancune qu'il ait refusé de venir au secours de la papauté pressée par les Lombards alors que le pape Grégoire III lui avait fait l'honneur d'une ambassade spéciale chargée de lui remettre solennellement les clefs du tombeau des apôtres. Moins absorbé par la guerre, son fils Pépin le Bref, qui lui succéda en 741 à la mairie du palais et au gouvernement du royaume, entretint très rapidement des relations suivies avec Rome.
Au moment où il prit le pouvoir, les missions anglo-saxonnes chez les Germains païens d'au-delà du Rhin venaient de commencer sous la direction de saint Boniface. Pépin lui montra tout de suite un zèle et une bienveillance auxquels les apôtres du christianisme n'étaient pas habitués. Les motifs lui en étaient d'ailleurs inspirés par l'intérêt politique. Il comprenait que le moyen le plus efficace de pacifier les Frisons, les Thuringiens, les Bavarois et les Saxons et de préparer l'annexion future, était de commencer par les convertir. D'où l'intérêt qu'il prit aux projets de Boniface, l'appui qu'il lui accorda, ses faveurs à l'égard du siège de Mayence qui, érigé en métropole de la nouvelle Église germanique, rattachait celle-ci, dès sa naissance, à l’Église franque.
Boniface cependant, fils soumis de la papauté en sa qualité d'Anglo-Saxon, ne s'était mis à l’œuvre qu'après avoir demandé et reçu l'assentiment et les instructions de Rome. Il se trouva ainsi, grâce aux relations qu'il entretenait avec le maire du palais, l'intermédiaire naturel entre celui-ci et le pape. Or, chacun d'eux, ayant besoin de l'autre, ne demandait qu'à se rapprocher de lui. Pépin, déjà roi de fait, aspirait à l'être en droit. Mais il hésitait à enlever sa couronne à son possesseur légitime, en qui vivait encore une longue tradition dynastique. Afin d'accomplir le coup d'État, il fallait pouvoir s'abriter sous la plus haute autorité morale qui fût, en obtenant l'approbation du pontife romain. Le pape confronté à une situation intenable avait également besoin de Pépin. En effet, le moment était venu de rompre avec l'empereur byzantin, dont le césarisme hérétique devenait de plus en plus arrogant, et qui laissait, par impuissance ou mauvaise volonté, les Lombards s'avancer jusqu'aux portes de Rome (le roi lombard Aistulf s'empara d'ailleurs de l'exarchat de Ravenne en 751).
L'alliance se conclut facilement. En 751, des députés de Pépin allèrent gravement demander au pape Zacharie s'il ne convenait pas que le titre royal appartînt plutôt à celui qui exerçait l'autorité suprême qu'à celui qui n'en possédait que l'apparence. Non moins gravement, le pape corrobora leur opinion sur ce point de morale politique. Quelques semaines plus tard, Pépin se faisait proclamer roi par une assemblée de grands. Le dernier descendant de Clovis, Childéric III, fut tondu et envoyé dans l'Abbaye de Saint-Bertin à Saint-Omer où il finit ses jours. On ignore la date de sa mort. Jamais peut-être aucune dynastie ne disparut au milieu d'une telle indifférence et à la suite d'un coup d’État plus aisé.
Pour assurer sa légitimité, Pépin fut sacré roi en 754, à Saint-Denis par le pape Étienne II. Son couronnement marqua, par la suite, l'avènement de la dynastie des Carolingiens.

## Royauté mérovingienne

### Expansion du christianisme grâce à une royauté sacrée?
Le baptême de Clovis symbolise la conversion des Francs au christianisme, favorisant la fusion de ce peuple germanique avec le peuple gallo-romain. Cet événement apparaît comme l'origine de la monarchie sacrée des rois de France, et par là, comme une des origines de la nation française (cf. le titre Fils aîné de l'Église porté par les rois de France).
Les rois mérovingiens, successeurs de Clovis, restent détenteurs d'une certaine sacralité, bien qu'ils ne bénéficient pas du rituel clérical du sacre, à la différence des rois wisigoths ou des rois carolingiens. Régine Le Jan affirme qu'il ne faut pas réduire cette sacralité à sa dimension magique et païenne (le heil), mais qu'il existe encore, au VIe siècle notamment, la possibilité d'une sacralité chrétienne non contrôlée par le clergé. Cette sacralité s'exprime dans les fonctions assumées par le roi mérovingien et se manifeste par de multiples rituels.
Le VIIe siècle est pour l'Europe comme pour la Gaule une période de pénétration et d'expansion chrétienne. L'évangélisation des villes et des milieux aristocratiques dans laquelle s'impliquent directement les évêques, et celle des campagnes en pleine croissance démographique, favorise, notamment grâce aux défrichements menés à partir des fondations monastiques, la multiplication des lieux de culte (monastères mérovingiens (en)) qui deviennent très vite des centres de hautes études sacrées, développement du réseau paroissial, les domaines ruraux de quelque importance ayant au moins au VIIIe siècle leur église propriétaire.

### Fonctions du roi mérovingien

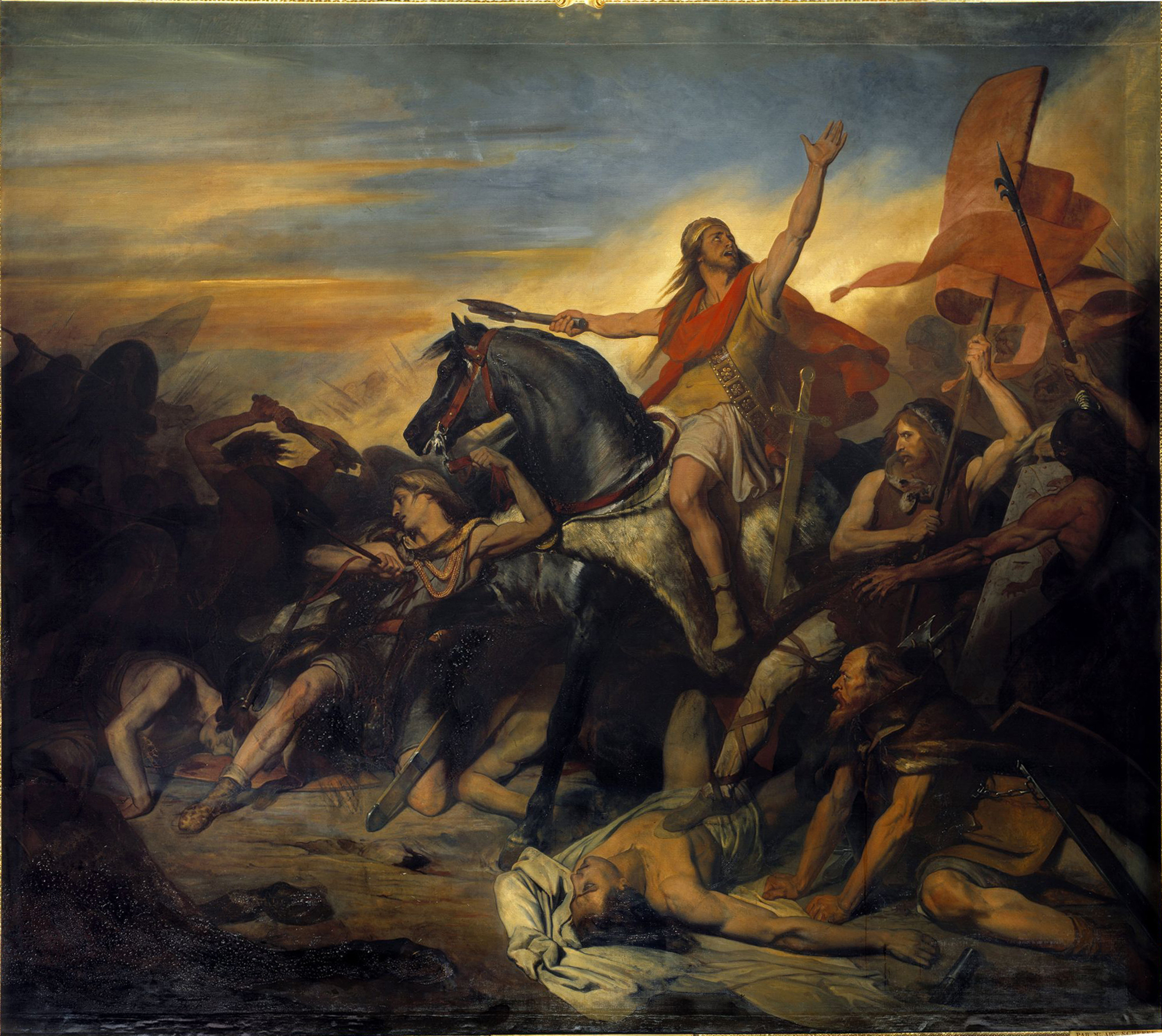
Ary Scheffer, Bataille de Tolbiac.

#### Noyau de tradition
Comme chez d'autres peuples germaniques du Ve siècle, l'institution royale naît chez les Francs par le contact avec Rome. La nécessité d'un interlocuteur faisant autorité et l'influence du modèle romain produisent une nouvelle forme d'organisation politique. Les divers peuples germaniques, éclatés et pluriethniques, se construisent une cohésion en cristallisant leur identité autour d'une figure royale qui fait office de « noyau de tradition » (Traditionskern). Ainsi les Francs existent-ils dès le moment où un chef se dit « roi des Francs » (rex francorum) et qu'il propose à ceux qui le suivent d'accepter sa propre ascendance (remontant jusqu'à un passé mythique) comme celle du peuple dans son intégralité. Le roi tire de ses ancêtres, historiques ou mythiques, une puissance charismatique, le heil, qu'il entretient par ses victoires guerrières et qui légitime sa position. L'institution royale se place alors au-dessus des groupes de parenté et des chefs de lignages, prétendant ainsi assurer leur cohésion et leur prospérité.

#### Loi et paix, conquête et prospérité

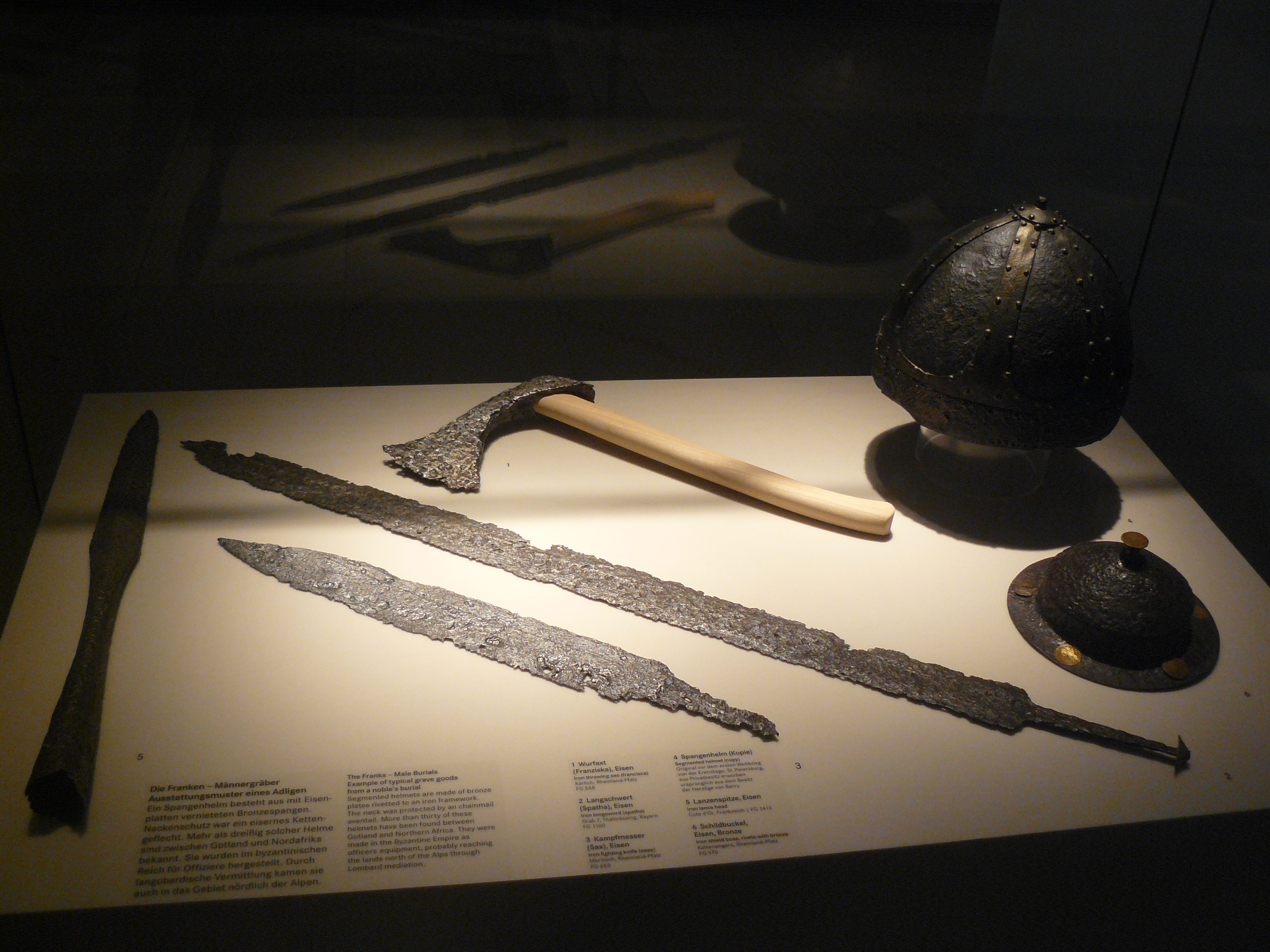
Armes franques d'époque mérovingienne : francisque, spatha, scramasaxe, spangenhelm. Nuremberg, Germanisches Nationalmuseum.

Les fonctions de paix et de fécondité sont d'origine divine : en les canalisant et en les contrôlant, l'institution royale se façonne une légitimité sacrale. Le roi tend ainsi à concentrer dans sa personne la fonction de juridiction, pour garantir la paix, et la fonction guerrière, pour assurer la prospérité de son peuple. La concentration en une personne de ces deux fonctions, souvent assumées dans les sociétés polythéistes par deux dieux distincts, est facilitée par l'adoption du monothéisme : le christianisme et son Dieu unique et indivisible assoit la sacralité d'une royauté unique et indivisible.

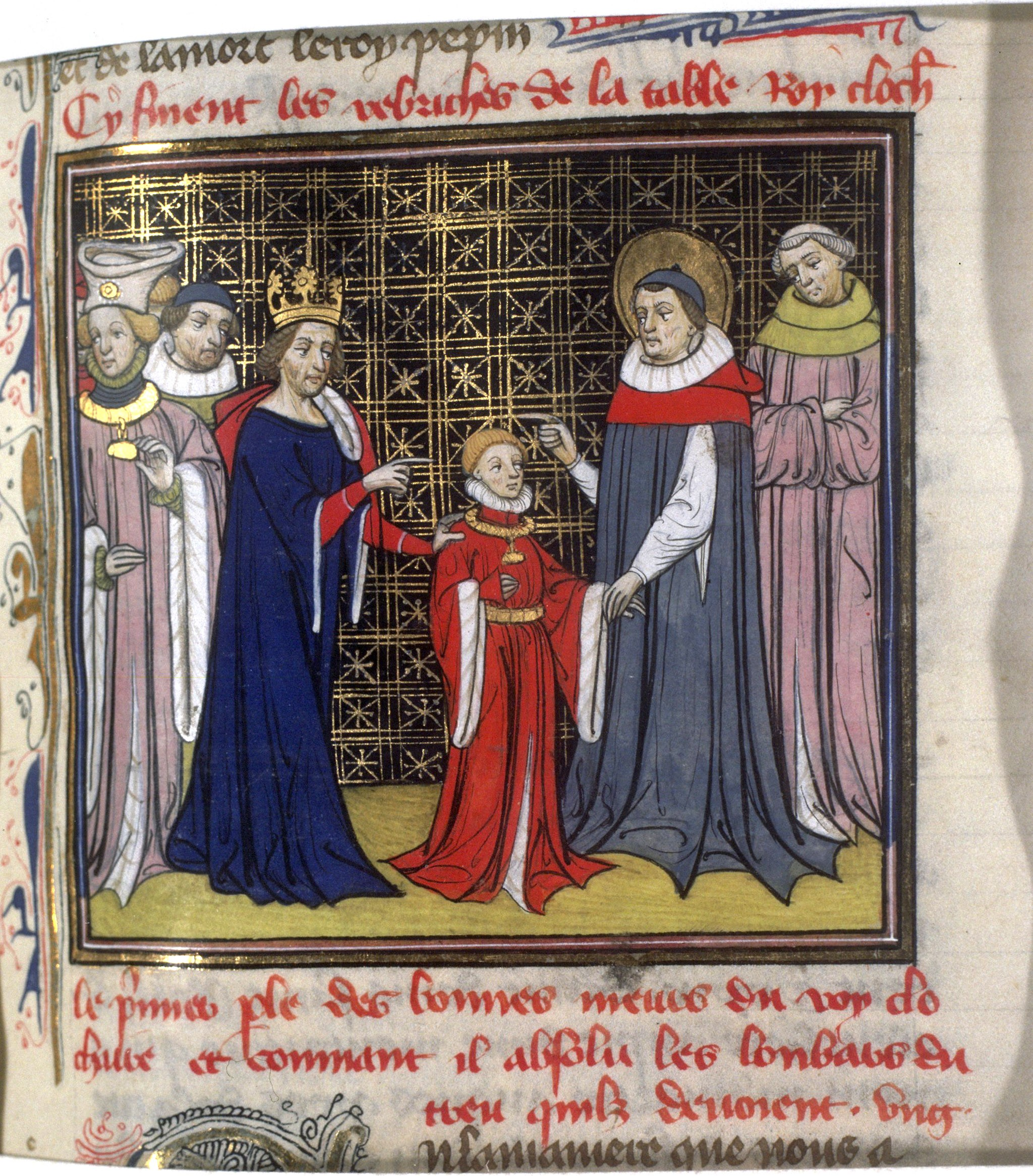
Clotaire II, Dagobert Ier et saint Arnoul. Grandes chroniques de France. Paris, XIVe siècle ou XVe siècle siècle.

La paix est assurée par la création de la loi : c'est une fonction sacrée, à la fois juridique et religieuse ; l'Ancien Testament est d'ailleurs souvent appelé « Loi ». Le roi formule le droit et le fait respecter. Ainsi Clovis réunit-il le premier concile d'Orléans en 511 et met la loi salique par écrit, probablement avant 507 selon Régine Le Jan. De la même façon, « Clotaire II et Dagobert ont affirmé fortement leur autorité juridico-religieuse en réunissant un concile à Paris et en promulguant l'édit de 614, puis la loi des Ripuaires et la première loi des Alamans ». Clotaire II est d'ailleurs assimilé par le clergé à David, roi législateur et juge.
La prospérité est assurée par les guerres, que le roi mène annuellement, à la belle saison, afin d'agrandir le territoire apte à produire des richesses, tout en amassant du butin qu'il partage avec ses fidèles.

#### Domestication de l'espace
La sacralité du roi s'exprime également par sa domestication de l'espace. C'est lui qui définit et contrôle l'accès à certains espaces sacrés, qui sont retirés à l'usage commun. Par la fondation de monastères et l'institution de l'immunité, il fournit des revenus au clergé qui prie pour son salut et celui de son royaume, tout en limitant le nombre de personnes qui peuvent accéder au sacré. De la même façon, l'institution des forestes au VIIe siècle, circonscrit des espaces sauvages dans lesquels le roi se réserve le droit de chasse. « Le roi peut créer l'interdit et dominer toutes les formes d'espaces sacrés ».
À ces fonctions sacrées s'ajoutent des rituels qui affirment la légitimité du roi à gouverner.

### Rituels et éléments de légitimité

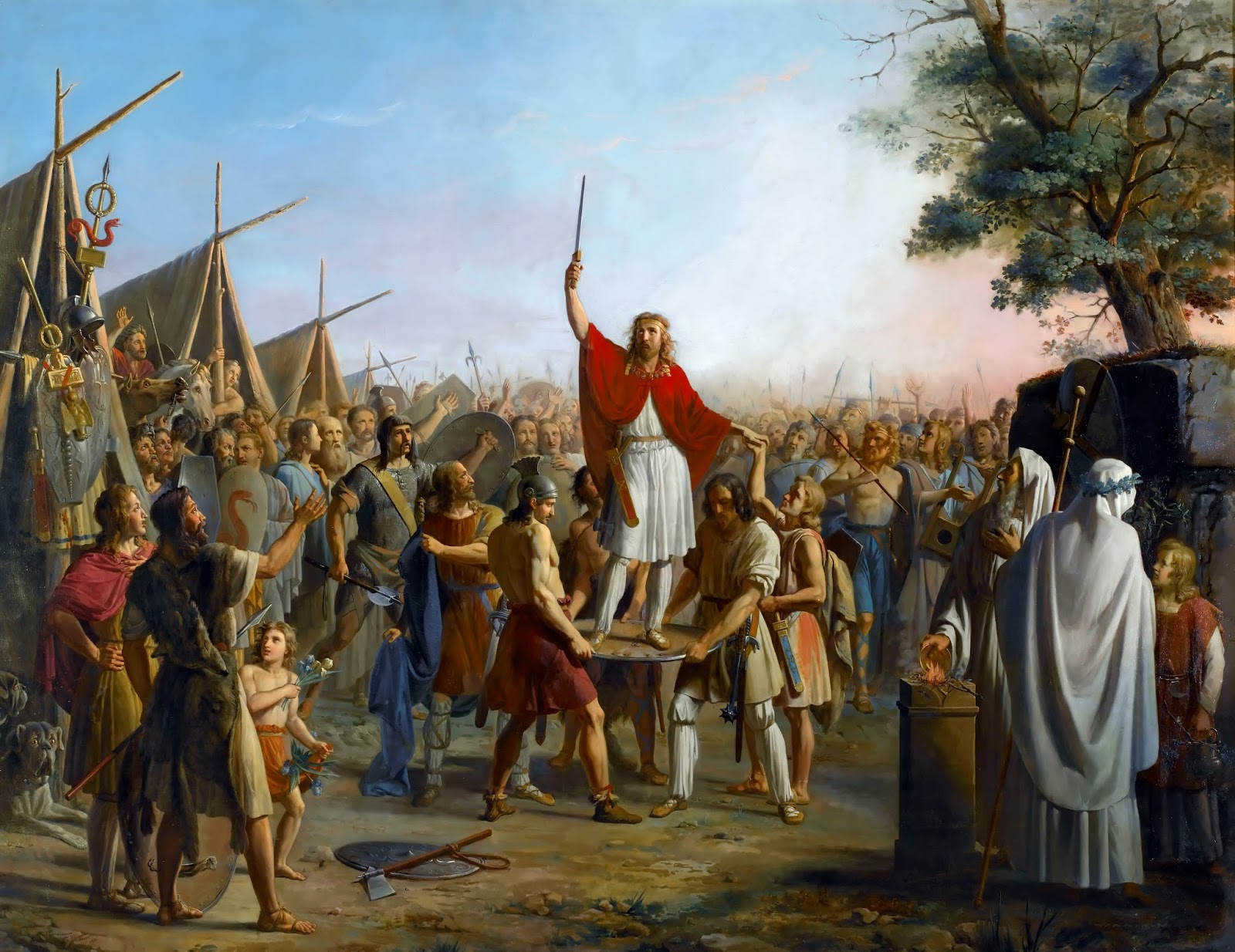
Pharamond élevé sur le pavois.
Peinture de style troubadour par Révoil et Genod, 1841-1845.

#### Élévation sur le pavois
La royauté mérovingienne, comme beaucoup d'autres, nécessite, pour la légitimer, un rituel exprimant et créant le consensus. Ce rituel, l'élévation sur le pavois par les hommes libres, a été attribué à tort à une tradition germanique alors qu'il relève de l'imitation impériale. Il fut utilisé par les empereurs romains élus par leur armée et sa transmission s'est faite d'Orient vers l'Occident au IVe siècle, par le contact entre les peuples germaniques et l'armée romaine. Ce rituel était encore en usage à Byzance à la fin du VIe siècle. Le rituel du pavois relève d'un symbolisme, courant en Orient comme en Occident, dans lequel l'élévation verticale traduit l'accès à la sphère divine, au sacré. L'élévation sur le pavois, qui met en scène un chef militaire et ses soldats, affirme également le caractère guerrier de la royauté et, selon Régine Le Jan, lorsque Grégoire de Tours évoque ce rituel dans ses Dix Livres d'Histoire (fin VIe siècle), on comprend à mots couverts qu'il le désapprouve, car il n'est pas contrôlé par les clercs ; pour l'évêque de Tours, ce rituel manifeste l'élection du roi par ses guerriers mais pas son élection par Dieu. De fait, en Occident comme à Byzance, ce rituel disparaît à partir du VIIe siècle, lorsque le clergé monopolise le rituel du couronnement royal.

#### Circuit

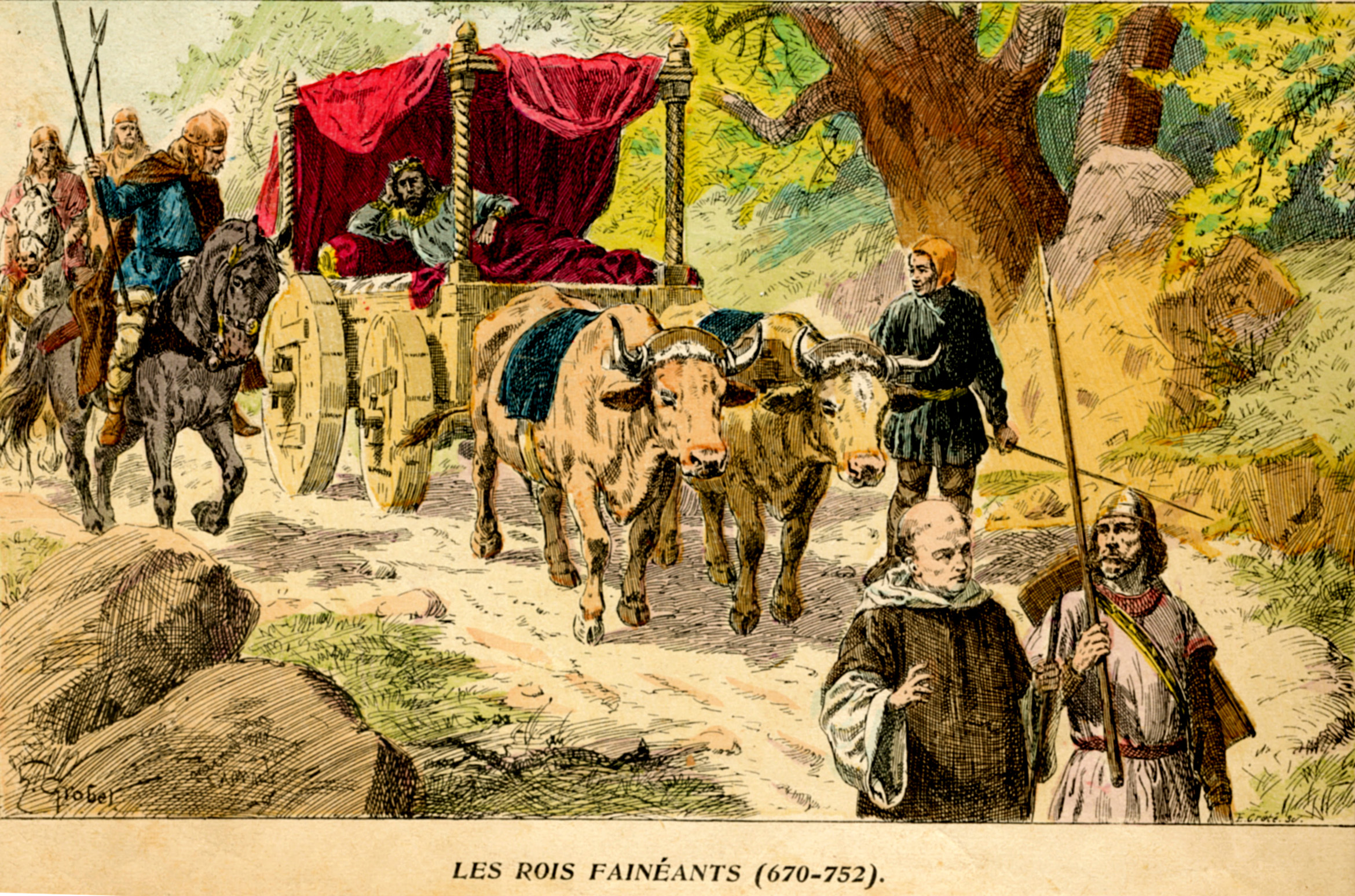
Représentation traditionnelle d'un roi fainéant dans son char à bœufs.
Lithographie de H. Grobet extraite d'une Histoire de France illustrée (éditions Émile Guérin, 1902).

Traditionnellement, le nouveau roi doit circuler dans son royaume, monté sur un char à bœufs. Ce rituel du circuit symbolise la prise de possession du territoire au sein duquel le roi multiplie les forces de production et de fécondité. Ce rite archaïque est moqué par Éginhard, fidèle et biographe de Charlemagne : dans son entreprise de décrédibilisation de la dynastie mérovingienne, il décrit des rois se déplaçant constamment vautrés dans un char à bœufs et forge l'image des rois fainéants. Il s'agit cependant d'un très ancien rite de fécondité dont on trouve déjà un témoignage dans La Germanie de Tacite.

#### Nom

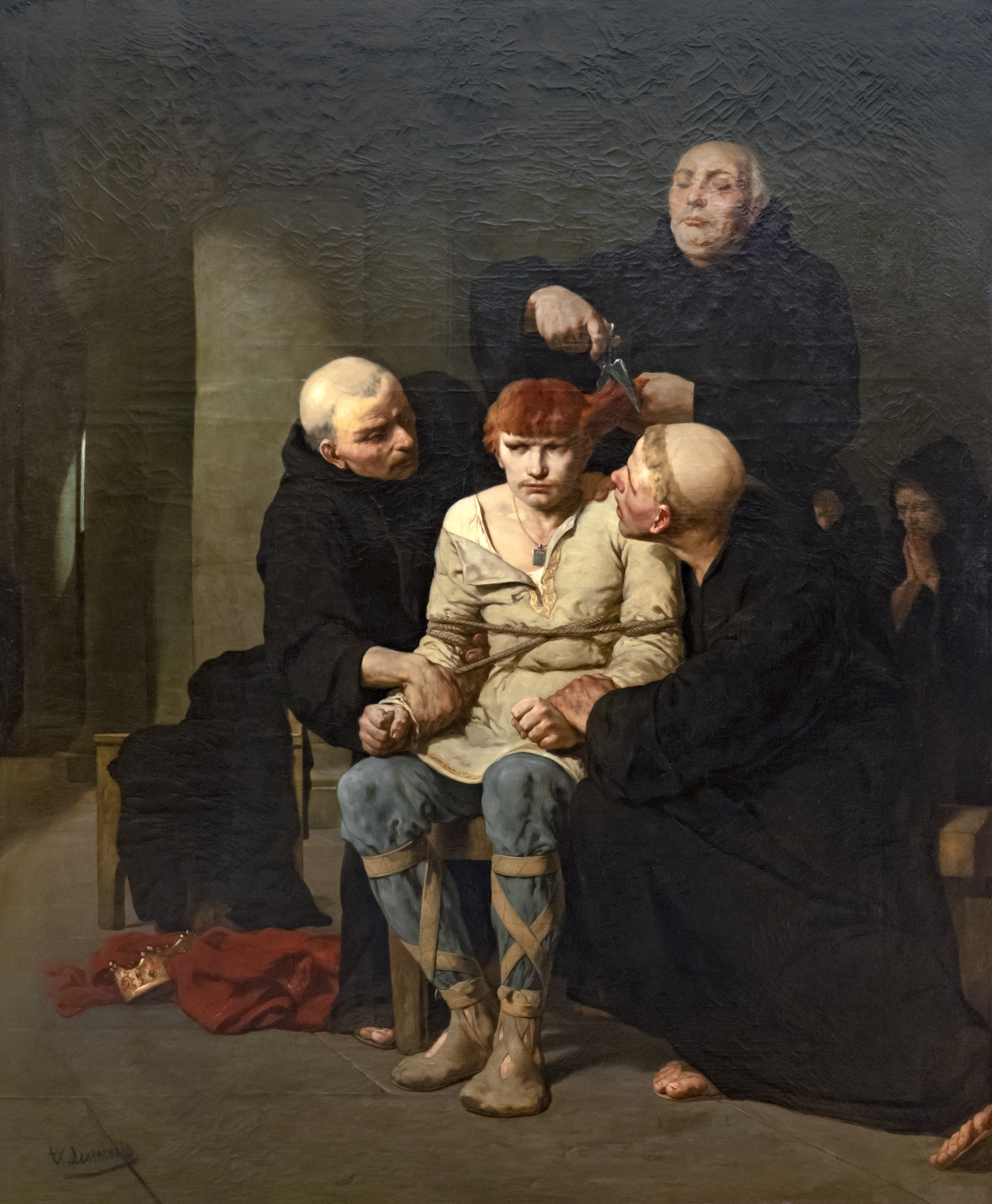
Le dernier des Mérovingiens.
Huile sur toile d'Évariste-Vital Luminais, XXe siècle.

Chez les rois francs, l’élection, symbolisée par l'élévation sur le pavois, se combine avec l'hérédité, manifestée par la transmission du nom dynastique. Très vite, les rois mérovingiens transmettent les noms complets de leurs ancêtres à leurs enfants : le nom est à la fois un outil identitaire et un programme politique. Ainsi les fils de Clovis (Clodomir et Clotaire Ier) donnent-ils un même nom burgonde à leurs propres fils (Gunthar / Gontran) pour appuyer leur prise en main de la Burgondie. Ils affirment la légitimité de leur dynastie sur ce nouveau territoire en la reliant à un ancêtre des rois burgondes. De la même façon, en 715, lorsqu'il s'agit de tirer le clerc Daniel de son monastère pour en faire un roi mérovingien, on le renomme Chilpéric et on prend soin de lui laisser pousser les cheveux, autre élément de légitimité.

#### Rois chevelus
La symbolique de la longue chevelure, siège de pouvoir sacré et de force, est présente dans la tradition biblique. Dans l'Ancien Testament, on lit que la consécration à Dieu implique le renoncement à la coupe des cheveux. C'est cette même symbolique qui s'exprime lorsque le juge Samson perd sa force surhumaine après s'être fait couper les cheveux par Dalila. Si le port des cheveux longs chez les Francs est bien antérieur à la conversion au christianisme, Régine Le Jan explique que c'est Grégoire de Tours qui confère tout son poids symbolique à cette longue chevelure, en créant l'image des rois chevelus (reges criniti) et en inscrivant les Mérovingiens dans la filiation des rois de l'Ancien Testament. Pépin le Bref ne néglige pas la force de ce symbole et lorsqu'il décide de déposer le dernier Mérovingien, Childéric III, avec l'aval des papes Zacharie et Étienne, il n'omet pas de le faire tondre.

## Organisation du pouvoir mérovingien

### Clientélisme et concept demundium
Le regnum francorum mérovingien s'appuyait surtout sur un réseau de fidélités. Les rois distribuaient terres, revenus et charges « publiques » (la plus commune étant celle de comte) à partir du trésor royal (le fisc, concept emprunté à la romanité) pour récompenser les aristocrates fidèles et s'assurer de leur soutien. Le trésor royal, à la fois privé et public (car le roi était émanation du peuple), s'était ainsi substitué aux « biens publics » de l'époque romaine, évolution qui jeta les bases de la vassalité.
Le régime de la clientèle, hérité de l'empire romain, encourage le faible à se mettre sous la protection (mundium ou mainbour) d'un puissant en échange de sa liberté ou de son indépendance. Ce procédé nommé « recommandation » exige du protégé qu'il serve son protecteur selon un contrat synallagmatique. Le père de famille protège ses fils de son mundium jusqu'à leur entrée dans l'âge adulte. Les filles restent sous le mundium de leur père jusqu'à leur mariage, transmettant au mari le devoir de protection. Contrairement au droit romain, qui impose au père de la mariée de verser une importante dot, le droit mérovingien prévoit que le plus gros transfert de biens se fasse du marié vers le père de la future épouse. Il prévoit également qu'un tiers des biens du marié (la tertia, un douaire) revienne à sa femme à son décès. « Il ne s'agit pas d'acheter sa fiancée : cette somme scelle le lien entre les deux familles et marque le consentement du père ».

### Administration du palais

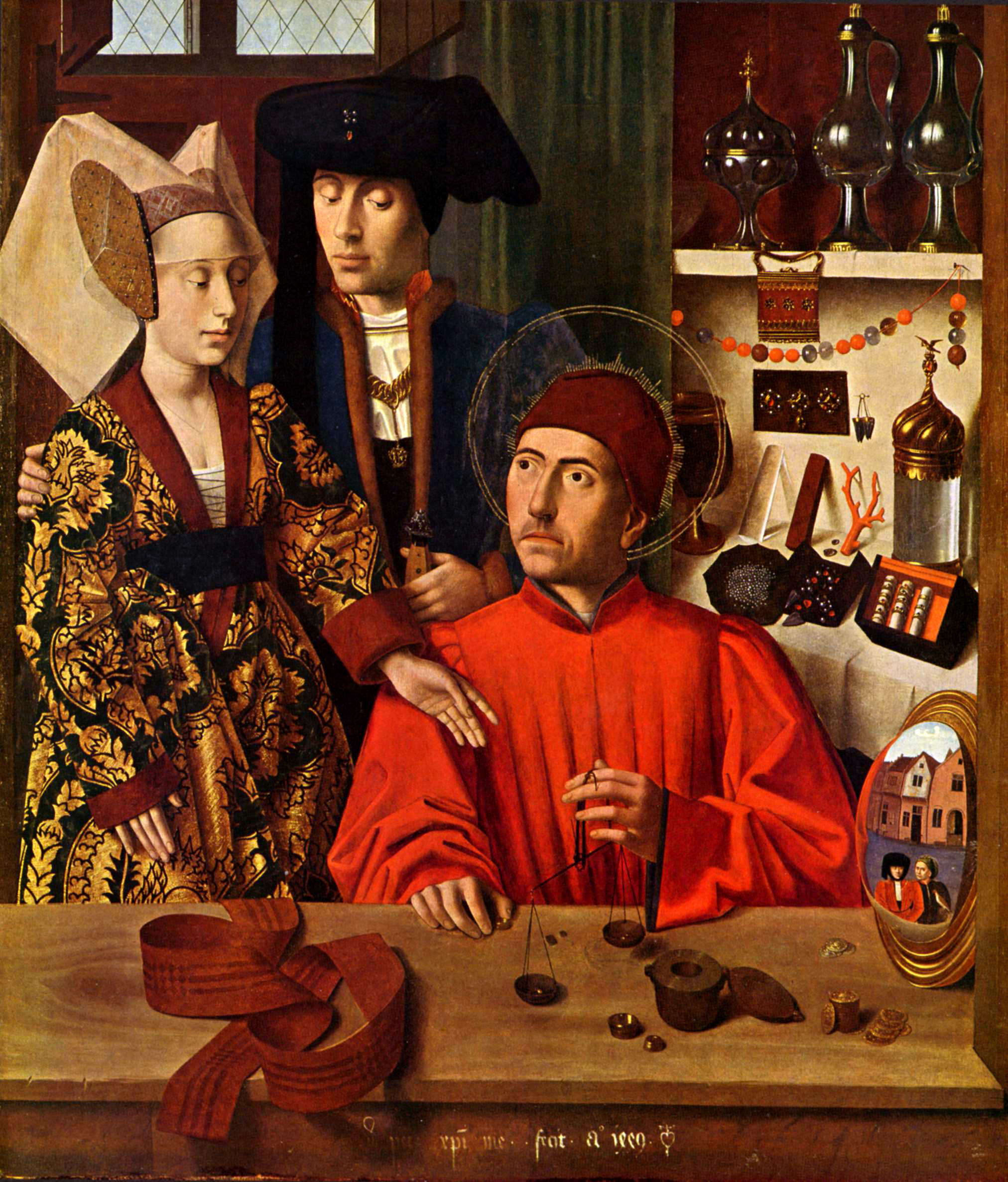
Petrus Christus, Saint Éloi à l’atelier, 1449.

L'administration du palais royal était confiée à des officiers palatins, fidèles et compagnons du roi, encore souvent laïques :
- le « référendaire », ou « chancelier », chargé de superviser la rédaction et la conservation des actes officiels ;
- le « monétaire », chargé de la monnaie et des finances (saint Éloi assuma cette charge)[14] ;
- le « connétable » (comes stabuli), ou « maréchal », chargé des écuries royales ;
- le « comte du palais », chargé du tribunal du palais, qui traite les causes importantes remontant au roi ;
- mais c'est surtout la charge de « maire du palais » (major domus), sorte de premier ministre du roi, qui prit de l'importance, en raison de son rôle central au cœur des relations du pouvoir avec l'aristocratie. Cette importance est assumée par les Mérovingiens depuis l'édit de Clotaire II.

Le palais accueille également en son sein la garde personnelle du roi (la « truste »), formée de ses guerriers les plus fidèles (« antrustions » ou « leudes »), ainsi que les nutriti (littéralement « nourris ») au temps de Dagobert, c'est-à-dire les enfants de grandes familles aristocratiques, envoyés à la cour du roi pour y être formés et, souvent, y occuper à terme une charge importante.

### Comtes et évêques
Le pouvoir local était conféré aux comtes (comes ou « compagnon » du roi), nommés par le roi et installés dans les grandes cités. Le comte dirigeait une circonscription constituée de plusieurs pagi (qui a donné « pays »), découpage hérité de l'empire romain, et constituait un véritable relais du pouvoir. Ses fonctions étaient diverses : il convoquait les hommes libres pour l'armée royale (l'ost), levait certains impôts et présidait le tribunal du comté (le mallus) au nom du roi. La charge de comte était promise à un bel avenir : elle survécut durant tout le Moyen Âge et ses titulaires affirmèrent leur indépendance chaque fois que le pouvoir central défaillait. Ainsi, dès l'époque mérovingienne, certains comtes formèrent de véritables dynasties et devinrent incontrôlables, surtout dans les régions périphériques du royaume. Une partie de l'aristocratie du royaume constitua alors une noblesse héréditaire. À la fin du VIIe siècle, le titre de duc des Francs, ou dux francorum, pouvait venir officialiser la domination d'un aristocrate sur un vaste territoire (plusieurs comtés ou une région entière comme l'Austrasie) ; plusieurs Pippinides portèrent le titre de duc.
Dans chaque cité, aux côtés des comtes, se trouvaient également les évêques, officiellement élus librement par leurs concitoyens, mais dont l'élection nécessitait, dans les faits, le consentement du roi. Outre leur compétence totale en matière de confection du droit de l’Église (au sein de conciles), les évêques se voyaient confier d'importantes responsabilités civiles dans les cités dont ils avaient la charge. Ils constituaient un important maillon de l'administration du royaume mérovingien.

## Religion chez les Mérovingiens

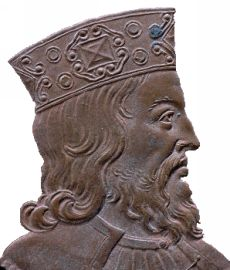
Buste de Clovis.

### Église mérovingienne
Les souverains mérovingiens, lesquels revendiquaient des origines divines et une parenté avec le Christ, reconnurent très vite le potentiel de l’Église : en effet Clovis y vit un formidable instrument de légitimation de son règne au sein d’un monde où le christianisme tendait à se substituer à la légalité romaine. De fait, à la suite de son baptême, il affirma son autorité sur les évêques lors du premier concile des Gaules en 511, rassemblant ainsi les églises sous son autorité.
L’histoire de l’église franque de 600 à la mort de Pépin (768) se déroule en trois périodes : durant la première, pendant que les rois mérovingiens perdaient l’un après l’autre la direction de leur royaume, la forme ancienne de la vie ecclésiale de la Gaule romaine disparut peu à peu, et des foyers religieux tels que l’abbaye Saint-Denis, proche de Paris, se mirent à apparaître. La deuxième période, ou les maires du palais exercèrent le pouvoir, vit toute vie ecclésiale organisée se dissoudre rapidement ; il ne fut plus tenu de synode ni de concile, et les abbayes et évêchés furent sécularisés. Au cours de la troisième période, sous Carloman et Pépin, un authentique renouveau de la discipline et un désir de réforme se manifestèrent clairement : Pépin fut le véritable fondateur du royaume franc ; il proposa le premier les objectifs, les idéaux et les méthodes de gouvernement que son fils Charles dut porter au plus haut degré de perfection. Au terme de cette période de transition, située entre les dernières années de l’Empire romain et la montée de la monarchie franque, l’Église de Gaule changea de statut : elle n’avait tout d’abord été qu’un prolongement du christianisme romain le long des routes et des rivières de la Gaule méridionale et devint par la suite une Église régionale plus territoriale dont le gouvernement était directement assuré par le roi.

### Organisation
Dans les premiers temps de la période mérovingienne, Église et État ne sont pas vraiment séparés : l'autorité des évêques est liée à celle du roi, et inversement.
L'organisation et l'administration de l'Église était alors régie par les évêques, lesquels résidaient dans les « cités » ou les grandes villes, avec lesquelles le christianisme avait formé un lien étroit : la présence d'un évêque en ces lieux en faisait une ville. Dès le IVe siècle, ces évêques assument non seulement un pouvoir pastoral au sein de leur diocèse, mais deviennent également de puissants seigneurs temporels, représentants et protecteurs de leur communauté. Ces évêques avaient la mainmise sur les finances et le clergé de leur diocèse ainsi que sur les domaines appartenant à leurs églises et, au fur et à mesure que le pouvoir central s'affaiblissait, ces évêques apparurent comme la seule véritable source d'autorité et devinrent les véritables dirigeants du pays, maintenant ce rôle sous les premiers rois mérovingiens, lesquels ne disposaient ni des ressources ni de l’organisation propres à une société civilisée. Ils gouvernaient les « cités », rendaient la justice et remédiaient aux calamités publiques.
Au niveau local, on continuait à fonder des églises au fur et à mesure que s'étendait l'influence chrétienne, à partir des axes routiers et fluviaux vers les zones rurales. Dès la fin du VIIe siècle, la Gaule était en majeure partie chrétienne, l'Église disposant alors d'au moins un quart des terres cultivées, mais pas entièrement : en effet, en dehors de quelques églises des grandes « cités » et des monastères, la vie religieuse était d'une grande simplicité : le prêtre desservait une église privée durant toute son existence, et n'avait donc besoin que d'un bagage de connaissance limité, comme la législation religieuse sur le mariage et l'inceste. Ses attributions étaient principalement de dire la messe et de baptiser. À cette époque, les époux n'étaient pas encore forcés de faire bénir leur mariage par un prêtre, bien que cette pratique fût courante. Il est probable que le prêtre n'entrait en rapport avec l'autorité supérieure qu'à l'occasion du synode annuel réuni à la cathédrale au cours de la Semaine Sainte, lors de laquelle il se procurait les huiles saintes pour l’année. Les visites épiscopales devaient être chose rare, voire inconnue.

### Lutte contre le paganisme
Le paganisme persista pendant longtemps, de même que de nombreuses cérémonies superstitieuses ainsi que de la sorcellerie héritée d’un passé celte ou romain. En ce temps-là, tout évêque consciencieux consacrait une partie de sa vie à la prédication apostolique et, bien que lui seul, selon la tradition et le droit canon, eût le droit et le devoir d’exposer des articles de foi, on vit des abbés et des prêtres zélés évangéliser les habitants de contrées éloignées et non civilisées. Le roi Childebert, par un décret rendu en 554, interdira le culte des idoles dans son royaume,. Vers la même époque, Procope de Césarée dira à propos des Francs : « Ces Barbares ont une manière d'être chrétiens qui leur est propre ; ils observent encore plusieurs usages de l'ancienne idolâtrie, et offrent, pour connaître l'avenir, des sacrifices impies et des victimes humaines »,.

## Succession chez les Mérovingiens
Lors du traité entre l'Empire Romain et les Francs Saliens, que dirigent des rois qui deviendront les Mérovingiens de l'historiographie, il est rappelé que la succession à la charge de Général reste la prérogative du Princeps romain. Rapidement, celui-ci n'est plus en mesure d'imposer ses choix ; il ne peut donc que les valider, à la demande du général qui a pris le commandement après la mort de son prédécesseur. Dans les faits, le général, roi pour son peuple, est nommé selon les usages germaniques qui prévalent au sein de son peuple, et ce choix est validé par le Princeps senatus.
Le royaume franc était considéré d’après la tradition germanique comme un bien patrimonial, c’est-à-dire que le royaume constituait le domaine familial du roi. Il n’y avait plus de distinction entre l’État, sa personne et son bien. Les victoires militaires aboutissaient donc à l’accroissement de la propriété familiale du roi. Son partage était issu de la loi salique germanique. Cette loi excluait les femmes de la succession tant qu’il restait des héritiers mâles. Ainsi à la mort du roi, le royaume était divisé entre ses enfants de sexe masculin même si une femme peut hériter d'un domaine en pleine possession et non simplement comme usufruitière. Le titre de roi des Francs, ou Rex Francorum en latin, est générique. Il se transmet du père au fils, d'une génération à l'autre, dans la même famille, celle des Mérovingiens.
Il faut néanmoins savoir que l'expression loi salique désigne deux réalités bien différentes.
- Dans le haut Moyen Âge, il s'agit d'un code de loi élaboré, selon les historiens, entre le début du IVe et le VIe siècle pour le peuple des Francs dits « saliens », dont Clovis fut l'un des premiers rois. Ce code, rédigé en latin, et comportant de forts emprunts au droit romain[25], établissait entre autres les règles à suivre en matière d'héritage à l'intérieur de ce peuple.
- Plusieurs siècles après Clovis, dans le courant du XIVe siècle, un article de ce code salique fut exhumé, isolé de son contexte, employé par les juristes de la dynastie royale des Valois pour justifier l'interdiction faite aux femmes de succéder au royaume de France directement issu de celui des Francs. À la fin de l'époque médiévale et à l'époque moderne, l'expression loi salique désigne donc les règles de succession au trône de France. Ces règles ont par ailleurs été imitées dans d'autres monarchies européennes. L'éviction des femmes du pouvoir par cette loi rattachée à une tradition franque mérovingienne puis carolingienne a été célébrée ou critiquée dès le XIIIe siècle[26],[27].

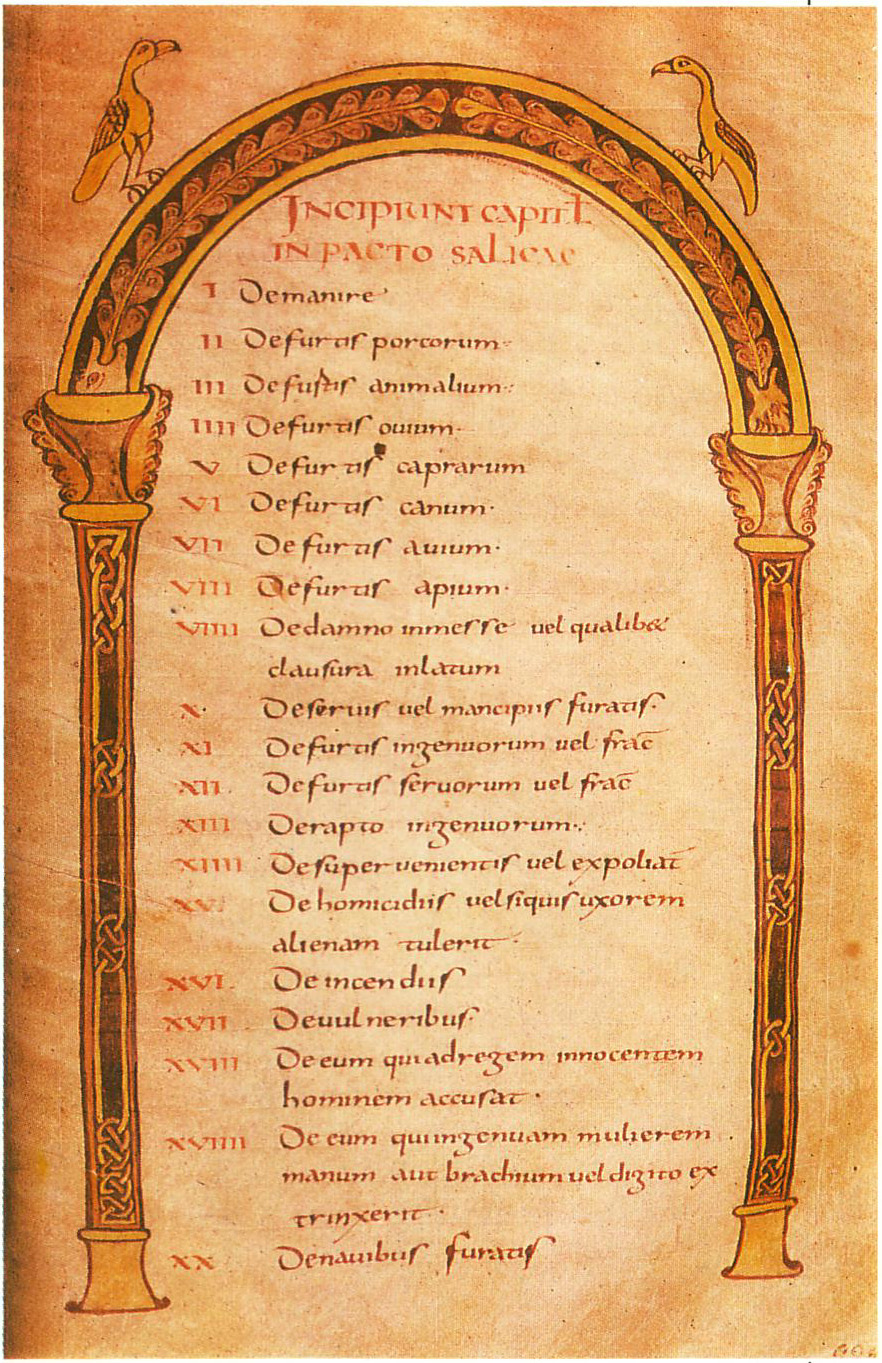
Copie manuscrite sur vélin du VIIIe siècle de la loi salique. Paris, bibliothèque nationale de France.

### Difficultés pratiques
La première difficulté pratique était de diviser le Regnum de façon à satisfaire les prétendants. La mort du roi était suivie de nombreux pourparlers afin de décider de quelles régions allait hériter chaque fils. Ensuite, le partage du royaume faisait qu’il n’y avait plus un seul souverain à la tête d’un grand royaume mais plusieurs souverains à la tête de plusieurs petits royaumes ce qui affaiblissait considérablement le pouvoir de la dynastie franque. Cependant, le partage du royaume n’était pas aussi anarchique qu’on pourrait le croire. Bien qu’ayant chacun un bout de territoire franc, ils souhaitaient tous préserver l’unité du Regnum (royaume) (unification politique des peuples de la ligue franque (Chattes, Chamaves, Tubantes…), en un seul peuple, celui des Francs). Chaque héritier était donc considéré comme Rex Francorum, c’est-à-dire roi des Francs. Le roi règne sur un peuple et non un territoire. Cette recherche d’unité était telle que les frontières ont toujours été très défendues contre les différentes tentatives d’invasion. Ainsi, bien que divisé, le royaume franc était toujours considéré comme une unité. Enfin, Paris ancienne capitale sous Clovis, a perdu ce rôle pour devenir le symbole de l’unité du royaume car elle était exclue des partages.

### Conséquences politiques
Plusieurs parties de territoires pouvaient être réunies par la force ou si l’un des frères mourait sans enfants.
Le partage du royaume créa donc des conflits fratricides dictés par la convoitise qui étaient généralement suivis par des meurtres en série ou des guerres entre royaumes frères. Fustel de Coulanges voit dans cette royauté mérovingienne « un despotisme tempéré par l'assassinat ».

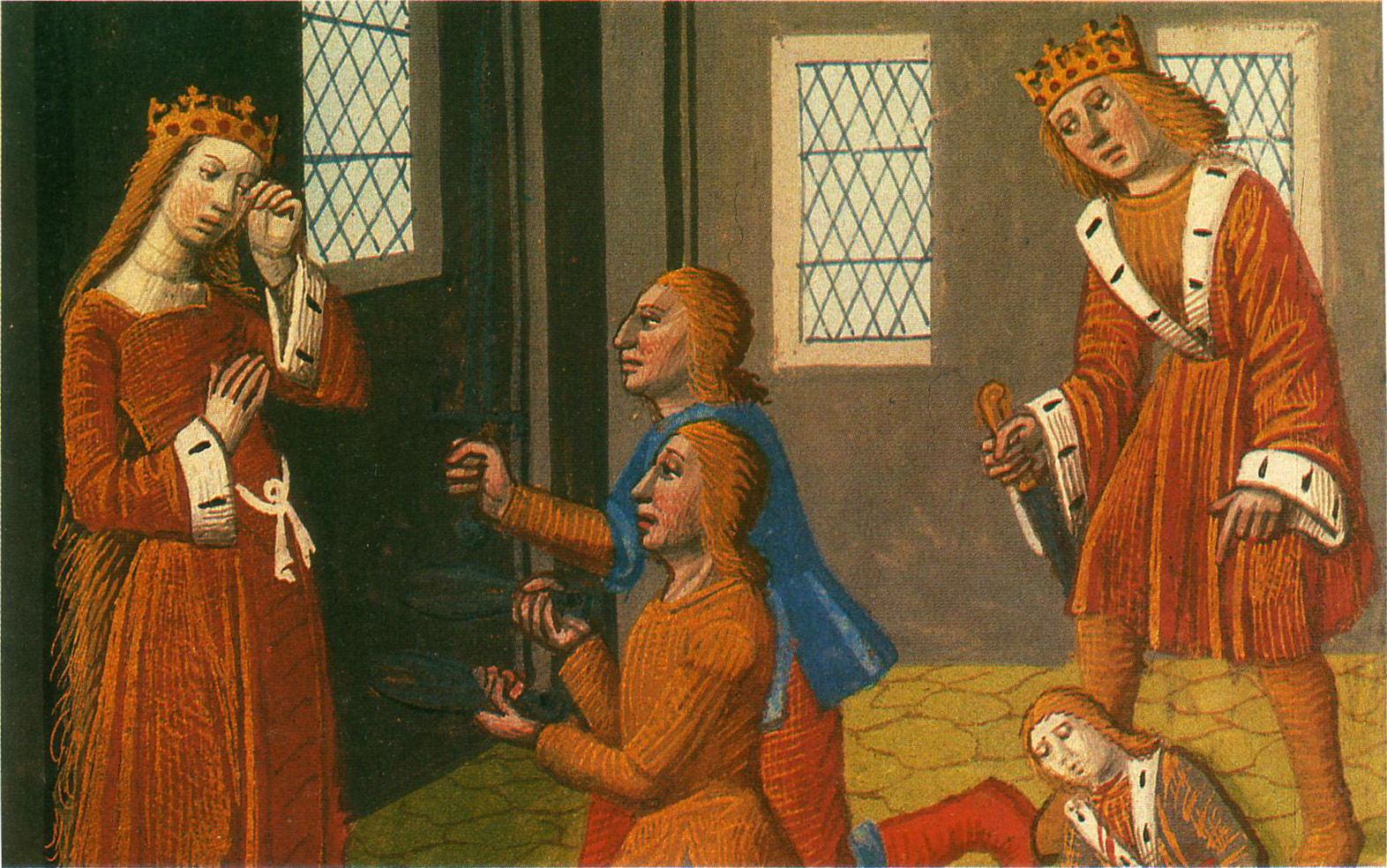
Assassinat de Thibault et Gonthaire (fils de Clodomir et frères aînés de Clodoald). Manuscrit du XVe siècle. Chroniques de France, bibliothèque nationale, Paris.

Prenons l’exemple de Clovis Ier : sa mort a été suivie du premier partage du royaume entre ses quatre fils : Théodoric, Clodomir, Childebert, Clotaire. Clodomir mourut lors d’une des nombreuses conquêtes qu’entreprirent les quatre frères. Les autres massacrèrent alors leurs neveux pour écarter tout héritier sauf saint Cloud qui se fit tondre (la chevelure des rois mérovingiens était légendaire, ils tenaient leur force et leur charisme de leurs cheveux qu’ils laissaient longs). Théodoric mourut après avoir envahi la Thuringe. Ses successeurs le suivirent rapidement à la suite des guerres incessantes. Clotaire envahit le territoire de son frère aîné. Childebert mourut peu après sans descendance. Clotaire réunifia donc entièrement le royaume franc. Mais ce fut à la mort de ce dernier que les choses se sont réellement envenimées. Clotaire mourut avec quatre héritiers : Caribert, Chilpéric, Gontran, Sigebert. On procéda donc à un second partage du royaume qui fut suivi d’une longue « saga familiale » tragique confrontant la famille de Sigebert et Chilpéric. Cette querelle familiale, largement alimentée par la haine entre leurs épouses respectives, Brunehaut et Frédégonde, tourna rapidement à la guerre civile (connue sous le nom de faide royale).
Lorsque Sigebert épousa Brunehaut (fille réputée belle, intelligente…), son frère, jaloux, épousera Galswinthe, la sœur de Brunehaut, qui finira finalement étranglée dans son lit par la maîtresse et future épouse de Chilpéric, Frédégonde. La haine s’installera donc entre les deux couples. Les territoires francs passeront de mains en mains. Finalement Sigebert et Chilpéric seront tous deux assassinés par Frédégonde. Les deux reines, toutes deux tutrices s’affronteront en tuant neveux, cousins et oncles afin de mettre leurs fils respectifs sur le trône.
La haine que se voueront Frédégonde et Brunehaut aggravera la division entre l'Austrasie et la Neustrie. Elle fera perdre toute unité au royaume et freinera le développement de la dynastie mérovingienne. Les conflits familiaux profiteront, par ailleurs, aux maires du palais. Ces guerres vont appauvrir les rois alors que les maires du palais vont s’enrichir et ainsi bénéficier d'un pouvoir croissant qui vont les amener jusqu’au trône avec l'avènement de Pépin le Bref.

## Économie et administration sous les Mérovingiens

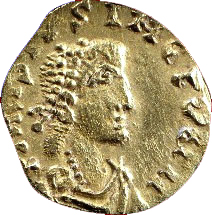
Tiers de sou d'or (trémissis) de Paris aux noms de Dagobert Ier et saint Éloi, buste diadémé, drapé et cuirassé à droite, Paris, 623-639, BnF, département des Monnaies, médailles et antiques, AF 685.

Jusqu'au règne de Dagobert Ier, l'État mérovingien ne se distingue pas fondamentalement de la tradition romaine. Après les troubles profonds dus aux invasions, l'état social du pays reprend son ancien caractère romain. Les terres du fisc impérial passent bien dans les mains du roi mais les grands propriétaires gallo-romains ont, sauf de rares exceptions, conservé leurs domaines, organisés comme ils l'étaient sous l'Empire. Le commerce reprend lentement son activité. Marseille, centre du grand commerce maritime avec l'Orient, reçoit ces marchands syriens que l'on retrouve d'ailleurs dans les villes importantes du sud de la Gaule et qui, avec les Juifs, sont les principaux marchands du pays. Les villes de l'intérieur conservent une bourgeoisie de commerçants parmi lesquels il en est qui, en plein VIe siècle, nous sont connus comme des notables riches et influents.
Grâce à ce commerce régulier qui maintient dans la population une importante circulation de marchandises et d'argent, le trésor du roi, alimenté par les tonlieux, dispose de ressources importantes, au moins aussi considérables que celles qu'il retire du revenu des domaines royaux et du butin de guerre.
Les fonctionnaires importants, choisis parmi les grands, font preuve, à l'égard du pouvoir, d'une singulière indépendance et l'impôt n'est souvent prélevé par le comte qu'à son profit personnel. L'affaiblissement de l'ancienne administration romaine, coupée de Rome, et dont le roi maintient avec peine les derniers vestiges, permet à l'aristocratie des grands propriétaires de prendre, face au roi et dans la société, une position de plus en plus forte. C'est surtout dans le Nord-Est, en Austrasie, où la romanisation est presque complètement effacée, qu'elle assure, dès le VIIe siècle, sa prépondérance.
Cette aristocratie, dont l'action s'étend sans cesse, n'a pas tous les caractères de la noblesse. Elle ne se distingue pas du reste de la nation par sa condition juridique, mais seulement par sa condition sociale. Ceux qui la composent sont, pour parler comme leurs contemporains, des grands (majores), des magnats (magnates), des puissants (potentes), et leur puissance dérive de leur fortune. Tous sont de grands propriétaires fonciers : les uns descendent de riches familles gallo-romaines antérieures à la conquête franque, les autres sont des favoris que les rois ont largement pourvus de terres, ou des comtes qui ont profité de leur situation pour se constituer de spacieux domaines. Qu'ils soient romains ou germaniques de naissance, les membres de cette aristocratie forment un groupe lié par la communauté des intérêts, et chez lequel n'a pas tardé à disparaître et à se fondre dans l'identité des mœurs, la variété des origines. À mesure que le royaume, auquel ils fournissent les plus importants de ses agents, se montre plus incapable de garantir la personne et les biens de ses sujets, leur position s'affirme davantage. Leur situation privée et leur influence personnelle s'affermissent en profitant de la faiblesse des rois successifs. En tant qu'officiers du roi, les comtes ne se préoccupent guère des populations qu'ils sont censés protéger. Mais à partir du moment où ces personnes leur auront cédé leurs terres et leurs personnes et seront venus s'annexer à leurs domaines, ces mêmes comtes, en tant que grands propriétaires, étendront sur eux leur puissante sauvegarde. Ces puissants agents du roi, en étendant sans cesse sur les hommes et les terres leur clientèle et leur propriété privée, enlèvent au roi ses sujets directs et ses contribuables.
Le rapport qui s'établit entre les puissants et les faibles ne relève pas simplement du rapport économique entre un propriétaire et son tenancier. Né du besoin d'une juridiction territoriale, il crée entre eux un lien de subordination qui s'étend à la personne tout entière. Le contrat de recommandation, qui apparaît dès le VIe siècle, donne au protégé le nom de vassal (vassus) ou de serviteur, au protecteur le nom d'ancien ou de seigneur (senior). Le seigneur est tenu non seulement de pourvoir à la subsistance de son vassal, mais de lui fournir d'une manière permanente secours et assistance et de le représenter en justice. L'homme libre qui se recommande conserve les apparences de la liberté, mais en fait, il est devenu un client, un sperans du senior.
Ce protectorat que le seigneur exerce sur les hommes libres en vertu de la recommandation, il l'exerce naturellement aussi et avec plus d'intensité sur les hommes qui appartiennent à son domaine, anciens colons romains attachés à la glèbe ou serfs descendant d'esclaves romains ou germaniques dont la personne même, en vertu de la naissance, est sa propriété privée. Sur cette population dépendante, il possède une autorité à la fois patriarcale et patrimoniale qui tient tout ensemble de la justice de paix et de la justice foncière. Il n'y a là, au début, qu'une simple situation de fait. À partir du VIe siècle, le roi accorde, en nombre toujours croissant, des privilèges d'immunité. Il faut entendre par là des privilèges concédant à un grand propriétaire (le plus souvent une propriété ecclésiastique) l'exemption du droit d'intervention des fonctionnaires publics dans son domaine. L'immuniste est donc substitué sur sa terre à l'agent du royaume. Sa compétence, d'origine purement privée, reçoit une consécration légale. Cependant, il est délicat d'affirmer que l’État capitule devant l'immuniste, car la compétence de ce dernier émane du roi et s'exerce en son nom.
De la juridiction directe du roi, qui s'étendait à l'origine sur tout le domaine du royaume, il ne subsiste plus, à la fin de la période mérovingienne, que de modestes territoires. Lambeau par lambeau, elle a en effet été cédée à l'aristocratie en vue d'acheter sa fidélité. Les partages continuels de la monarchie entre les descendants de Clovis, la séparation et la réunion alternatives des royaumes de Neustrie, d'Austrasie et de Bourgogne, le remaniement continuel des frontières et les guerres civiles qui en étaient la suite, furent pour les grands une excellente occasion de marchander leur dévouement aux princes que le hasard des héritages appelait à régner sur eux et qui, pour s'assurer la couronne, étaient tout prêts à sacrifier le patrimoine de la dynastie.
Pour la première fois, une opposition va se manifester entre l'aristocratie de Neustrie, et les grands d'Austrasie. L'avènement de l'aristocratie amène naturellement les influences locales à se manifester.
La conquête de la Méditerranée par les Musulmans devait précipiter l'évolution politique et sociale qui s'annonçait. Jusqu'alors, au milieu d'une société qui glissait vers le régime de la propriété seigneuriale, les villes s'étaient maintenues vivantes par le commerce, et avec elles une bourgeoisie libre.
Dans la seconde moitié du VIIe siècle, tout commerce cesse sur les côtes de la Méditerranée occidentale. Marseille, privée de navires, dépérit, et toutes les villes du Midi, en moins d'un demi-siècle, déclinent. À travers tout le pays, le commerce diminue et la bourgeoisie se réduit avec lui. On voit moins de marchands de profession, moins de circulation commerciale, et, par contrecoup, les tonlieux cessent presque d'alimenter le trésor royal, incapable de faire face désormais aux dépenses du gouvernement.
L'aristocratie représente, dès lors, la seule force sociale. Face au royaume appauvri, elle possède, avec la terre, la richesse et l'autorité ; il ne lui reste plus qu'à s'emparer du pouvoir.

## Art mérovingien

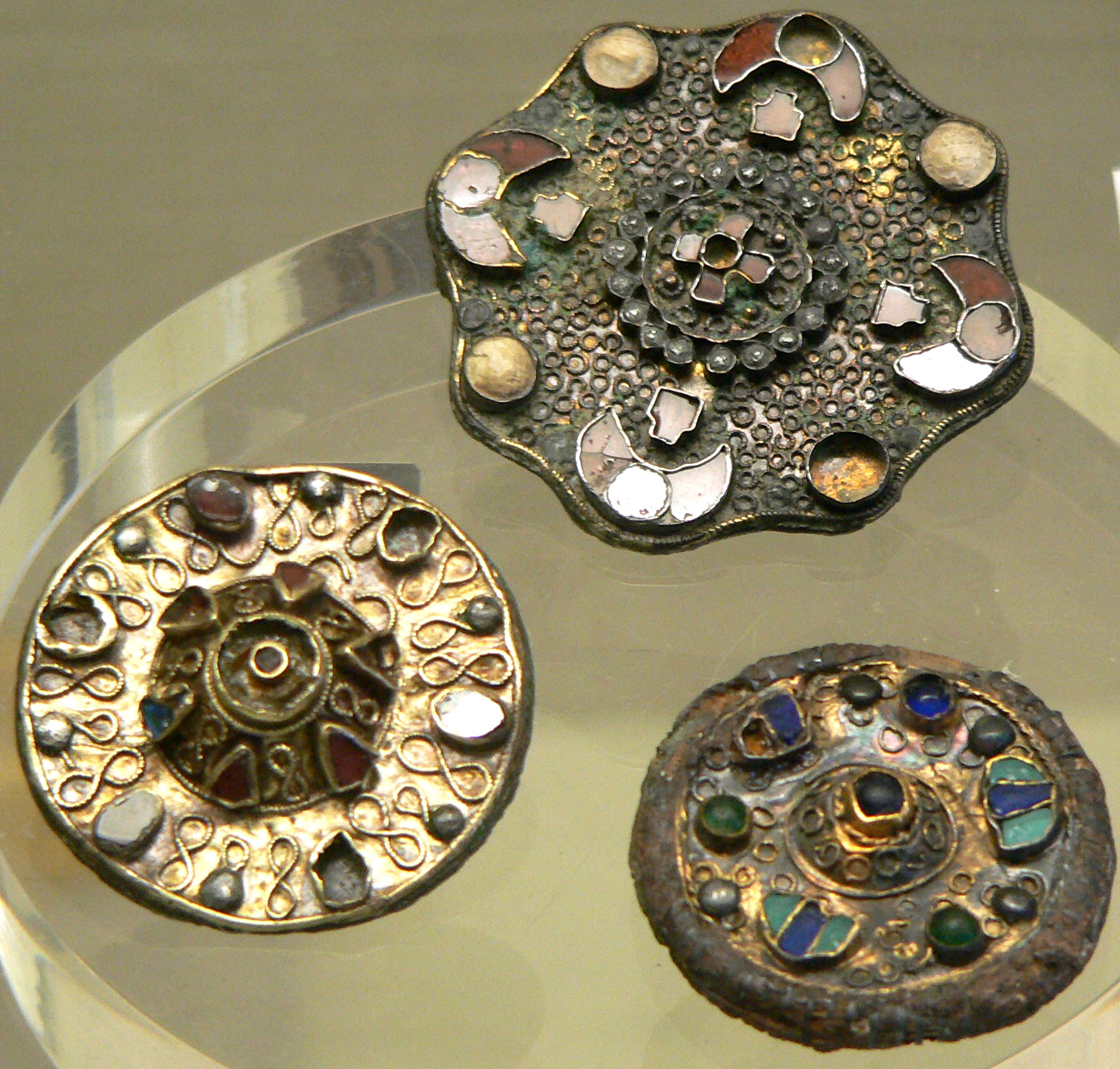
Fibules mérovingiennes.

## Les Mérovingiens et l'historiographie

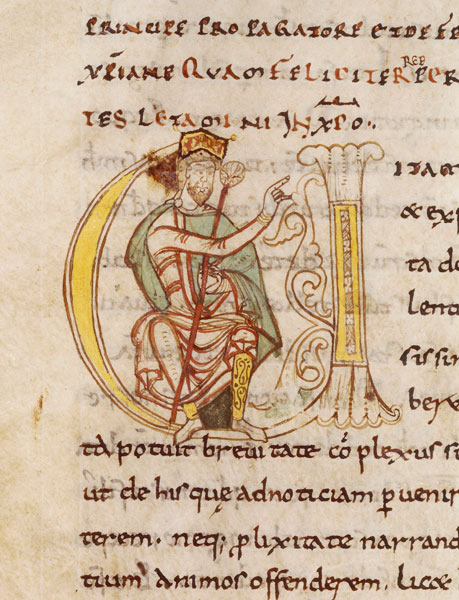
Éginhard, Vita Caroli magni imperatoris (Vie de Charlemagne). Lettrine V historiée : Charlemagne assis. Abbaye Saint-Martial de Limoges, vers 1050 (?). BnF, Manuscrits, Latin 5927 fol. 280v.

À partir du règne de Charlemagne commença une véritable entreprise de dénigrement de la dynastie mérovingienne dont le principal responsable est Éginhard.
Afin de justifier le coup d'État carolingien de 751, celui-ci laissa à la postérité une image bien terne des Mérovingiens que certains historiens du XIXe siècle reprirent, image qui a été diffusée par l'école, et qui est encore dans l'esprit de beaucoup.
Ainsi, il présenta les Mérovingiens comme des rois n'ayant rien fait, n'ayant fait néant, c'est-à-dire sans acte remarquable ; ce que les historiens du XIXe siècle traduisirent par fainéants et que l'image véhiculée, et raillée, par Éginhard des rois se déplaçant en char tiré par des bœufs n'arrangea pas. Or, chez les Francs, c'était une vieille coutume pour le nouveau roi que de passer à travers ses terres sur une charrette tirée par des bœufs, pour prendre d'une part connaissance de son royaume, mais aussi pour favoriser par son pouvoir mythique, le rendement agricole des terres.
De même, à une époque carolingienne où la mode est aux cheveux courts, présenter les Mérovingiens comme des rois ne se coupant pas les cheveux a également véhiculé cette idée de fainéantise. Or, là aussi, les cheveux longs sont, chez les peuples germaniques, un signe de pouvoir et lorsque Pépin le Bref dépose le dernier roi mérovingien, il prend bien soin de le tondre, plus pour lui retirer un dernier attribut de sa puissance quasi-divine et montrer ainsi qu'il est incapable de régner que pour lui appliquer la tonsure monastique.
Au IXe siècle, à une époque où toute cette mystique païenne du roi germanique est un peu oubliée, Éginhard peut la retourner dans une entreprise de propagande qui a bien fonctionné puisque, encore aujourd'hui, on a une image peu glorieuse de ces rois.

## Nécropoles mérovingiennes

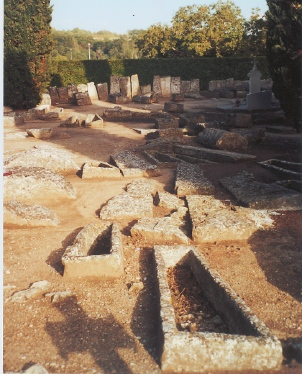
Nécropole mérovingienne de Civaux (France, Poitou-Charentes).

Les tombes mérovingiennes étaient des sarcophages de plâtre, des cercueils en bois ou parfois des individus en pleine terre. Celles-ci contiennent usuellement de nombreux bijoux de verre, des armes, des restes de vêtements et diverses offrandes. Ce n'est qu'à l'époque carolingienne que les offrandes furent interdites par l'Église, en tant que pratique païenne.
De façon générale, les études montrent que les gens étaient durant ces périodes en bonne santé et robustes, et n'avaient que rarement des carences alimentaires.
Les tombes d'enfants étaient relativement courantes et au même titre que les adultes, contenaient différents types de mobilier. À cette époque, les enfants n'étaient baptisés qu'à l'âge de trois ou quatre ans, lorsqu'on était certain que l'enfant était en bonne santé et allait vivre, car un baptême coûtait fort cher. Les enfants décédés sans être baptisés étaient donc enterrés en tant que non-chrétiens, hors de l'enclos sacré.[réf. souhaitée]

## À la table des Mérovingiens
Nous pouvons constater une certaine continuité dans la façon de manger et les « manières de table » des Mérovingiens par rapport au monde romain (voir Cuisine de la Rome antique). On peut donc dire que les premiers Mérovingiens ont gardé cet art de table « à la romaine ». En effet, on y trouve les mêmes caractéristiques que les salles à manger de l’élite qui étaient richement décorées, sur les murs et les sols. Cependant les Mérovingiens ont des différences dans ce domaine.

### Table et couvert
Les tables étaient dressées avec soin et surtout selon des règles précises qui pouvaient varier. Couverte d'une nappe blanche la table avait une forme carrée, ovale, rectangulaire ; celle-ci se dressait à l'aide de tréteaux où l'on posait une planche (parfois plus) ; différence avec les Romains qui avaient leur table fixe. Il y avait autour de cette table « volante » beaucoup de convives. Ces personnes étaient assises sur des bancs et des tabourets autour de la table.
Chaque personne à table avait une cuillère et un couteau, pas de fourchette, celle-ci apparaît plus tard. La matière du service était variée, nous pouvions y retrouver des services en bois, marbre, or, argent, et en terre sigillée ; une céramique de vernis rouge caractéristique du service de l’antiquité romaine. Un autre aspect de la table mérovingienne : il n’y a pas d’assiette individuelle mais un « tranchoir », c’est-à-dire un morceau de pain utilisé comme assiette.

### Service à table
Les repas des Mérovingiens étaient servis de deux façons différentes ; soit un seul plat est apporté à table pour tous les convives. C’est donc un immense plat commun dont le plus beau côté était tourné vers les hôtes les plus importants. Il y avait donc des inégalités entre convives. Soit des serviteurs apportaient plusieurs repas en même temps.
D’après le Decem Libri Historiarum de Grégoire de Tours, nous pouvons en conclure qu’il existait quatre services. L’ordre de ces services était le suivant :
1. Services dans des grands plats de marbre pour les légumes au miel ;
2. Un ensemble de viande (porc ou bœuf) avec des potages et fruit ;
3. Le troisième service est le plus important, les plats se multiplient avec des légumes, poissons, volailles, etc. ;
4. Le quatrième est principalement fait de fruits de la maison.

Pendant que les serviteurs débarrassaient la table, les hôtes mangeaient des aliments salés de sorte à pousser la soif. Le repas tournait donc en beuverie qui pouvait parfois durer jusqu’au lendemain.

### Traditions
Avant de se mettre à table les convives se lavaient les mains et une personne d’église bénissait le repas et ce, à chaque service. À l’extérieur de la table, des « entremets » jouaient de la musique et occupaient les invités car le repas pouvait prendre plusieurs heures. Les Mérovingiens avaient une certaine tenue à table.

## Postérité des Mérovingiens

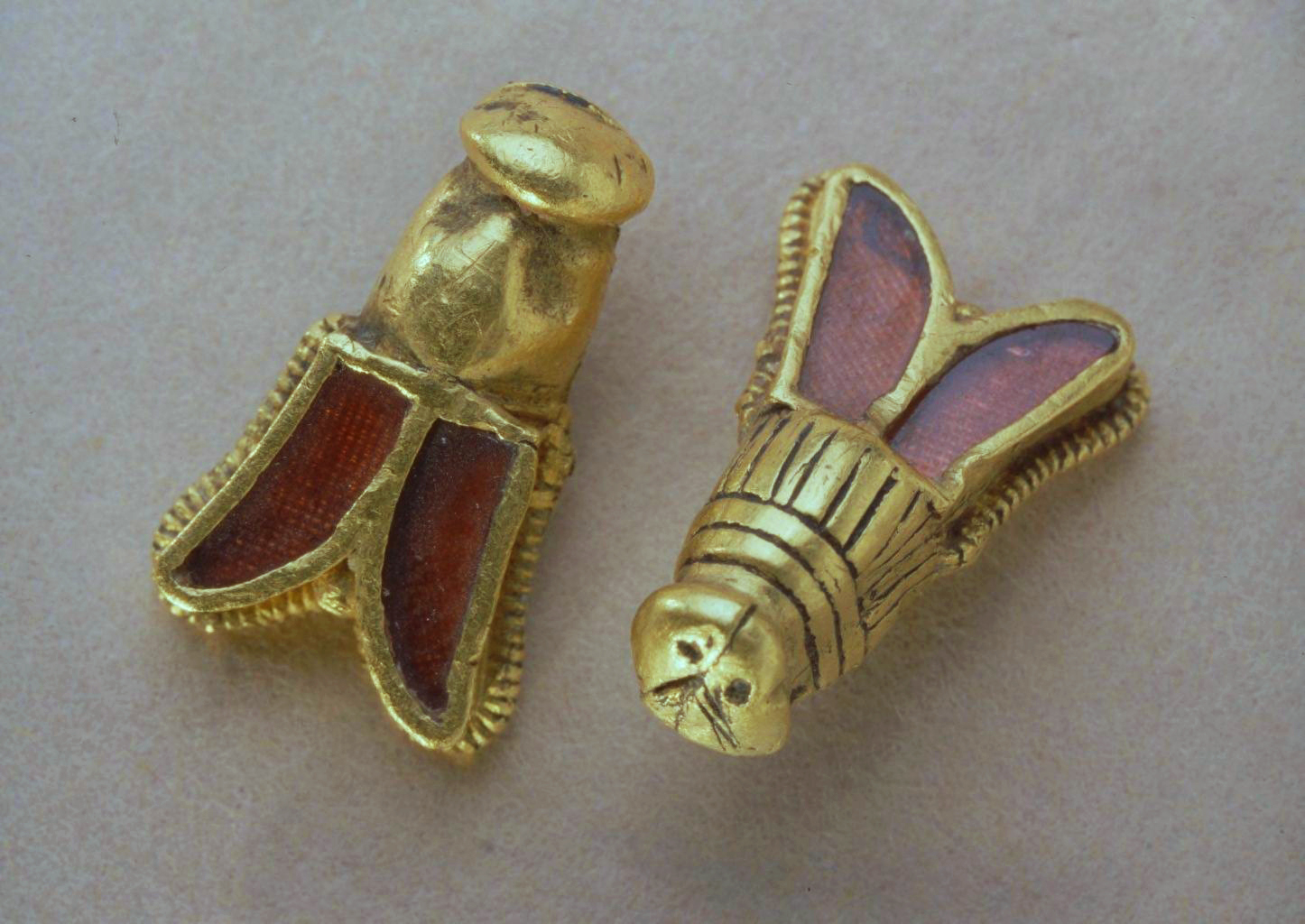
Les abeilles de Childéric Ier. L'appropriation de ce symbole mérovingien sous le Premier ou le Second Empire participe à la légitimitation du régime impérial français.

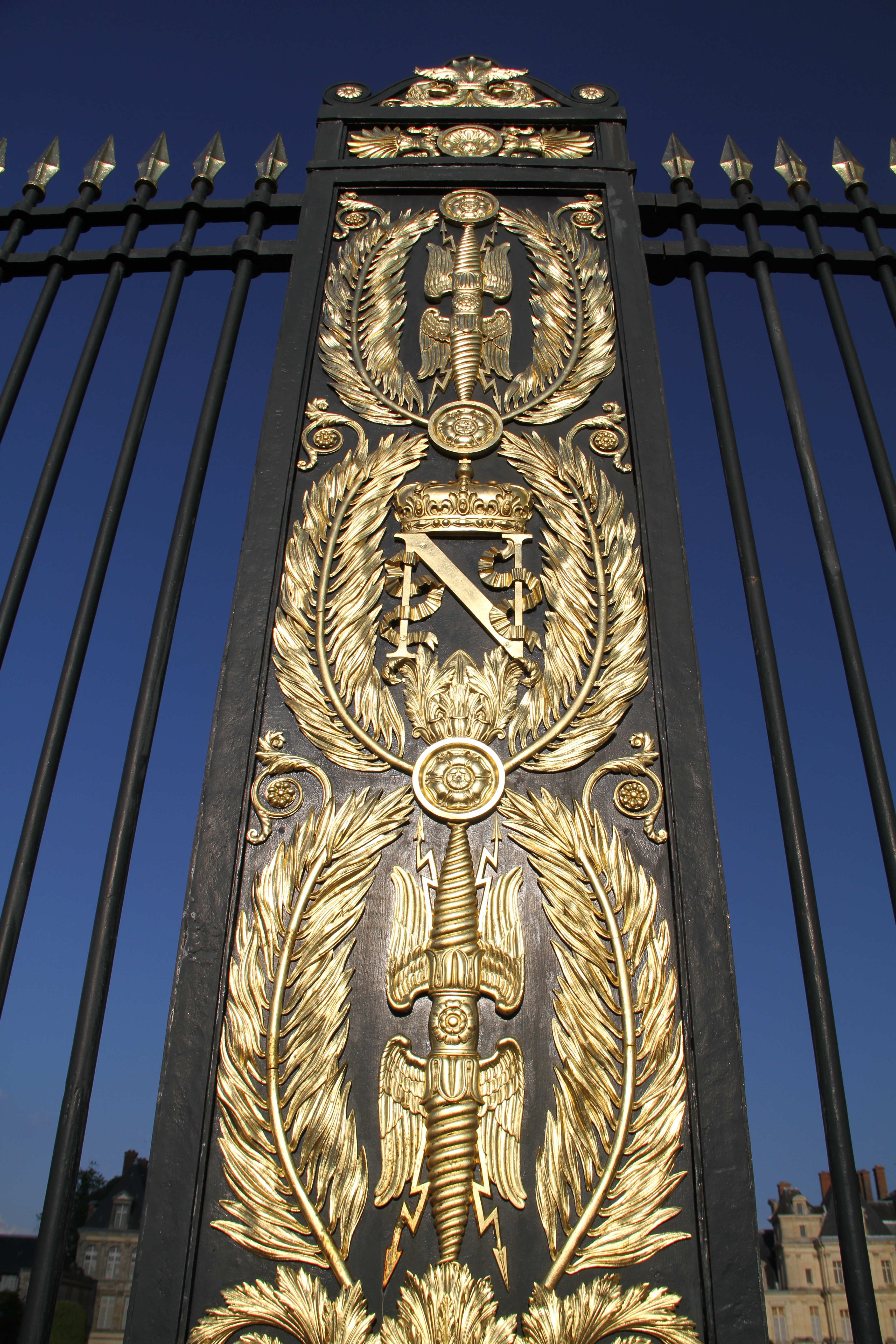
La porte centrale de la grille d'honneur du château de Fontainebleau est encadrée de deux pilastres de bronze ornés d'emblèmes impériaux, dont les palmes et les foudres jupitériens faisant référence à la dynastie mérovingienne.

La dynastie des Mérovingiens s'éteint avec Childéric III et son fils Thierry. Les généalogistes ont longtemps cherché à en trouver des descendants ignorés mais aucune certitude n'a pu être mise au jour. Les prétentions des Carolingiens à descendre des Mérovingiens par une fille de Clotaire Ier sont reconnues comme fictives.[réf. nécessaire] Plusieurs pistes ont été néanmoins mises en avant par les historiens.
- Selon Christian Settipani, la meilleure probabilité concerne l'origine de Berthe, épouse de Pépin le Bref, dont la famille se transmettait les noms de Bertrade, Charibert et Thierry, tous mérovingiens[32] même si ce rattachement ne peut être démontré.
- Selon David H. Kelley, le roi Egbert de Wessex (802-839), dont l'arrière-petite-fille Edwige de Wessex a été mariée à Charles III le Simple, pourrait se rattacher à ses deux homonymes rois de Kent, Egbert Ier (664-673) et Egbert II (796-798), ayant respectivement pour grand-mère et arrière-grand-mère deux princesses mérovingiennes[33],[34],[35].
- Plusieurs princesses mérovingiennes ont eu une destinée qui nous est inconnue et certaines d'entre elles ont pu être mariées dans l'aristocratie et faire souche comme par ailleurs des bâtards royaux ; on retrouverait là l'origine de certains saints que leur biographie présente comme d'origine royale ou de certains nobles dont les noms laissent conjecturer la même origine[36]. On peut citer les cas de :
  - Lanthilde, la sœur de Clovis Ier[réf. nécessaire] ;
  - Chrodlindis, épouse de l'Agilolfide Chrodoald[37] ;
  - saint Rupert (Robert) de Salzbourg, probable robertien et évêque de Worms, apôtre de la Bavière, regali progenie francorum[38] ;
  - la femme de saint Rieul, évêque de Reims, fille d'un roi et d'une sœur de saint Nivard, prédécesseur de Rieul à Reims[39],[Note 2] ;
  - l'évêque Mérovée de Poitiers[40] ;
  - l'évêque Genebaud de Laon[41] ;
  - les évêques Arbogast et Cararic de Chartres[37] ;
  - l'évêque Sunnon de Cologne[42].

## Arbre généalogique simplifié
|                                                           |                                                           |                                                           |                                                           |                                                           |                                                           |  |  |                                                                 |                                                                 |                                                                 |                                                                 |                                                                 |                                                                 |         |  | Clovis Ier premier roi des Francs (481–511)                      |                                                                  |                                                                  |                                                                  |                                                                  |                                                                  |         |         | | | | | | |                                                                |                                                                |                                                                |                                                                |                                          |                                          |                                                        |                                                        |                                                        |                                                        |                                                        |                                                        |                                       |                                       |                                       |                                       |  |  |  |  |  |  |  |  |  |  |  |  |  |  |  |  |  |  |  |  |  |  |  |  |  |  |  |  |
|                                                           |                                                           |                                                           |                                                           |                                                           |                                                           |  |  |                                                                 |                                                                 |                                                                 |                                                                 |                                                                 |                                                                 |         |  |                                                                  |                                                                  |                                                                  |                                                                  |                                                                  |                                                                  |         |         | | | | | | |                                                                |                                                                |                                                                |                                                                |                                          |                                          |                                                        |                                                        |                                                        |                                                        |                                                        |                                                        |                                       |                                       |                                       |                                       |  |  |  |  |  |  |  |  |  |  |  |  |  |  |  |  |  |  |  |  |  |  |  |  |  |  |  |  |
|                                                           |                                                           |                                                           |                                                           |                                                           |                                                           |  |  |                                                                 |                                                                 |                                                                 |                                                                 |                                                                 |                                                                 |         |  |                                                                  |                                                                  |                                                                  |                                                                  |                                                                  |                                                                  |         |         | | | | | | |                                                                |                                                                |                                                                |                                                                |                                          |                                          |                                                        |                                                        |                                                        |                                                        |                                                        |                                                        |                                       |                                       |                                       |                                       |  |  |  |  |  |  |  |  |  |  |  |  |  |  |  |  |  |  |  |  |  |  |  |  |  |  |  |  |
| Thierry Ier roi de Metz (511-534) roi d’Orléans (524-534) | Thierry Ier roi de Metz (511-534) roi d’Orléans (524-534) | Thierry Ier roi de Metz (511-534) roi d’Orléans (524-534) | Thierry Ier roi de Metz (511-534) roi d’Orléans (524-534) | Thierry Ier roi de Metz (511-534) roi d’Orléans (524-534) | Thierry Ier roi de Metz (511-534) roi d’Orléans (524-534) |  |  | Clodomir roi d’Orléans (511-524)                                | Clodomir roi d’Orléans (511-524)                                | Clodomir roi d’Orléans (511-524)                                | Clodomir roi d’Orléans (511-524)                                | Clodomir roi d’Orléans (511-524)                                | Clodomir roi d’Orléans (511-524)                                |         |  | Childebert Ier roi de Paris (511-558) roi d’Orléans (524-558)    | Childebert Ier roi de Paris (511-558) roi d’Orléans (524-558)    | Childebert Ier roi de Paris (511-558) roi d’Orléans (524-558)    | Childebert Ier roi de Paris (511-558) roi d’Orléans (524-558)    | Childebert Ier roi de Paris (511-558) roi d’Orléans (524-558)    | Childebert Ier roi de Paris (511-558) roi d’Orléans (524-558)    |         |         | Clotaire Ier roi de Soissons (511-558) roi d’Orléans (524-558) roi de Metz (555-558) roi des Francs (558-561) | Clotaire Ier roi de Soissons (511-558) roi d’Orléans (524-558) roi de Metz (555-558) roi des Francs (558-561) | Clotaire Ier roi de Soissons (511-558) roi d’Orléans (524-558) roi de Metz (555-558) roi des Francs (558-561) | Clotaire Ier roi de Soissons (511-558) roi d’Orléans (524-558) roi de Metz (555-558) roi des Francs (558-561) | Clotaire Ier roi de Soissons (511-558) roi d’Orléans (524-558) roi de Metz (555-558) roi des Francs (558-561) | Clotaire Ier roi de Soissons (511-558) roi d’Orléans (524-558) roi de Metz (555-558) roi des Francs (558-561) |                                                                |                                                                |                                                                |                                                                |                                          |                                          |                                                        |                                                        |                                                        |                                                        |                                                        |                                                        |                                       |                                       |                                       |                                       |  |  |  |  |  |  |  |  |  |  |  |  |  |  |  |  |  |  |  |  |  |  |  |  |  |  |  |  |
| Thierry Ier roi de Metz (511-534) roi d’Orléans (524-534) | Thierry Ier roi de Metz (511-534) roi d’Orléans (524-534) | Thierry Ier roi de Metz (511-534) roi d’Orléans (524-534) | Thierry Ier roi de Metz (511-534) roi d’Orléans (524-534) | Thierry Ier roi de Metz (511-534) roi d’Orléans (524-534) | Thierry Ier roi de Metz (511-534) roi d’Orléans (524-534) |  |  | Clodomir roi d’Orléans (511-524)                                | Clodomir roi d’Orléans (511-524)                                | Clodomir roi d’Orléans (511-524)                                | Clodomir roi d’Orléans (511-524)                                | Clodomir roi d’Orléans (511-524)                                | Clodomir roi d’Orléans (511-524)                                |         |  | Childebert Ier roi de Paris (511-558) roi d’Orléans (524-558)    | Childebert Ier roi de Paris (511-558) roi d’Orléans (524-558)    | Childebert Ier roi de Paris (511-558) roi d’Orléans (524-558)    | Childebert Ier roi de Paris (511-558) roi d’Orléans (524-558)    | Childebert Ier roi de Paris (511-558) roi d’Orléans (524-558)    | Childebert Ier roi de Paris (511-558) roi d’Orléans (524-558)    |         |         | Clotaire Ier roi de Soissons (511-558) roi d’Orléans (524-558) roi de Metz (555-558) roi des Francs (558-561) | Clotaire Ier roi de Soissons (511-558) roi d’Orléans (524-558) roi de Metz (555-558) roi des Francs (558-561) | Clotaire Ier roi de Soissons (511-558) roi d’Orléans (524-558) roi de Metz (555-558) roi des Francs (558-561) | Clotaire Ier roi de Soissons (511-558) roi d’Orléans (524-558) roi de Metz (555-558) roi des Francs (558-561) | Clotaire Ier roi de Soissons (511-558) roi d’Orléans (524-558) roi de Metz (555-558) roi des Francs (558-561) | Clotaire Ier roi de Soissons (511-558) roi d’Orléans (524-558) roi de Metz (555-558) roi des Francs (558-561) |                                                                |                                                                |                                                                |                                                                |                                          |                                          |                                                        |                                                        |                                                        |                                                        |                                                        |                                                        |                                       |                                       |                                       |                                       |  |  |  |  |  |  |  |  |  |  |  |  |  |  |  |  |  |  |  |  |  |  |  |  |  |  |  |  |
|                                                           |                                                           |                                                           |                                                           |                                                           |                                                           |  |  |                                                                 |                                                                 |                                                                 |                                                                 |                                                                 |                                                                 |         |  |                                                                  |                                                                  |                                                                  |                                                                  |                                                                  |                                                                  |         |         | | | | | | |                                                                |                                                                |                                                                |                                                                |                                          |                                          |                                                        |                                                        |                                                        |                                                        |                                                        |                                                        |                                       |                                       |                                       |                                       |  |  |  |  |  |  |  |  |  |  |  |  |  |  |  |  |  |  |  |  |  |  |  |  |  |  |  |  |
| Thibert/Théodebert Ier roi de Metz (534-548)              | Thibert/Théodebert Ier roi de Metz (534-548)              | Thibert/Théodebert Ier roi de Metz (534-548)              | Thibert/Théodebert Ier roi de Metz (534-548)              | Thibert/Théodebert Ier roi de Metz (534-548)              | Thibert/Théodebert Ier roi de Metz (534-548)              |  |  | Caribert Ier roi de Paris (561-567)                             | Caribert Ier roi de Paris (561-567)                             | Caribert Ier roi de Paris (561-567)                             | Caribert Ier roi de Paris (561-567)                             | Caribert Ier roi de Paris (561-567)                             | Caribert Ier roi de Paris (561-567)                             |         |  | Sigebert Ier roi de Reims (561-575)                              | Sigebert Ier roi de Reims (561-575)                              | Sigebert Ier roi de Reims (561-575)                              | Sigebert Ier roi de Reims (561-575)                              | Sigebert Ier roi de Reims (561-575)                              | Sigebert Ier roi de Reims (561-575)                              |         |         | | | | | Chilpéric Ier roi de Soissons (561-584) roi de Paris (567-584)                                                | Chilpéric Ier roi de Soissons (561-584) roi de Paris (567-584)                                                | Chilpéric Ier roi de Soissons (561-584) roi de Paris (567-584) | Chilpéric Ier roi de Soissons (561-584) roi de Paris (567-584) | Chilpéric Ier roi de Soissons (561-584) roi de Paris (567-584) | Chilpéric Ier roi de Soissons (561-584) roi de Paris (567-584) |                                          |                                          | Gontran roi d’Orléans (561-592) roi de Paris (584-592) | Gontran roi d’Orléans (561-592) roi de Paris (584-592) | Gontran roi d’Orléans (561-592) roi de Paris (584-592) | Gontran roi d’Orléans (561-592) roi de Paris (584-592) | Gontran roi d’Orléans (561-592) roi de Paris (584-592) | Gontran roi d’Orléans (561-592) roi de Paris (584-592) |                                       |                                       |                                       |                                       |  |  |  |  |  |  |  |  |  |  |  |  |  |  |  |  |  |  |  |  |  |  |  |  |  |  |  |  |
| Thibert/Théodebert Ier roi de Metz (534-548)              | Thibert/Théodebert Ier roi de Metz (534-548)              | Thibert/Théodebert Ier roi de Metz (534-548)              | Thibert/Théodebert Ier roi de Metz (534-548)              | Thibert/Théodebert Ier roi de Metz (534-548)              | Thibert/Théodebert Ier roi de Metz (534-548)              |  |  | Caribert Ier roi de Paris (561-567)                             | Caribert Ier roi de Paris (561-567)                             | Caribert Ier roi de Paris (561-567)                             | Caribert Ier roi de Paris (561-567)                             | Caribert Ier roi de Paris (561-567)                             | Caribert Ier roi de Paris (561-567)                             |         |  | Sigebert Ier roi de Reims (561-575)                              | Sigebert Ier roi de Reims (561-575)                              | Sigebert Ier roi de Reims (561-575)                              | Sigebert Ier roi de Reims (561-575)                              | Sigebert Ier roi de Reims (561-575)                              | Sigebert Ier roi de Reims (561-575)                              |         |         | | | | | Chilpéric Ier roi de Soissons (561-584) roi de Paris (567-584)                                                | Chilpéric Ier roi de Soissons (561-584) roi de Paris (567-584)                                                | Chilpéric Ier roi de Soissons (561-584) roi de Paris (567-584) | Chilpéric Ier roi de Soissons (561-584) roi de Paris (567-584) | Chilpéric Ier roi de Soissons (561-584) roi de Paris (567-584) | Chilpéric Ier roi de Soissons (561-584) roi de Paris (567-584) |                                          |                                          | Gontran roi d’Orléans (561-592) roi de Paris (584-592) | Gontran roi d’Orléans (561-592) roi de Paris (584-592) | Gontran roi d’Orléans (561-592) roi de Paris (584-592) | Gontran roi d’Orléans (561-592) roi de Paris (584-592) | Gontran roi d’Orléans (561-592) roi de Paris (584-592) | Gontran roi d’Orléans (561-592) roi de Paris (584-592) |                                       |                                       |                                       |                                       |  |  |  |  |  |  |  |  |  |  |  |  |  |  |  |  |  |  |  |  |  |  |  |  |  |  |  |  |
| Thibaut/Théodebald roi de Metz (548-555)                  | Thibaut/Théodebald roi de Metz (548-555)                  | Thibaut/Théodebald roi de Metz (548-555)                  | Thibaut/Théodebald roi de Metz (548-555)                  | Thibaut/Théodebald roi de Metz (548-555)                  | Thibaut/Théodebald roi de Metz (548-555)                  |  |  |                                                                 |                                                                 |                                                                 |                                                                 |                                                                 |                                                                 |         |  | Childebert II roi d’Austrasie (575-596) roi de Paris (592-596)   | Childebert II roi d’Austrasie (575-596) roi de Paris (592-596)   | Childebert II roi d’Austrasie (575-596) roi de Paris (592-596)   | Childebert II roi d’Austrasie (575-596) roi de Paris (592-596)   | Childebert II roi d’Austrasie (575-596) roi de Paris (592-596)   | Childebert II roi d’Austrasie (575-596) roi de Paris (592-596)   |         |         | | | | | Clotaire II roi de Neustrie (584-613) roi des Francs (613-629)                                                | Clotaire II roi de Neustrie (584-613) roi des Francs (613-629)                                                | Clotaire II roi de Neustrie (584-613) roi des Francs (613-629) | Clotaire II roi de Neustrie (584-613) roi des Francs (613-629) | Clotaire II roi de Neustrie (584-613) roi des Francs (613-629) | Clotaire II roi de Neustrie (584-613) roi des Francs (613-629) |                                          |                                          |                                                        |                                                        |                                                        |                                                        |                                                        |                                                        |                                       |                                       |                                       |                                       |  |  |  |  |  |  |  |  |  |  |  |  |  |  |  |  |  |  |  |  |  |  |  |  |  |  |  |  |
| Thibaut/Théodebald roi de Metz (548-555)                  | Thibaut/Théodebald roi de Metz (548-555)                  | Thibaut/Théodebald roi de Metz (548-555)                  | Thibaut/Théodebald roi de Metz (548-555)                  | Thibaut/Théodebald roi de Metz (548-555)                  | Thibaut/Théodebald roi de Metz (548-555)                  |  |  |                                                                 |                                                                 |                                                                 |                                                                 |                                                                 |                                                                 |         |  | Childebert II roi d’Austrasie (575-596) roi de Paris (592-596)   | Childebert II roi d’Austrasie (575-596) roi de Paris (592-596)   | Childebert II roi d’Austrasie (575-596) roi de Paris (592-596)   | Childebert II roi d’Austrasie (575-596) roi de Paris (592-596)   | Childebert II roi d’Austrasie (575-596) roi de Paris (592-596)   | Childebert II roi d’Austrasie (575-596) roi de Paris (592-596)   |         |         | | | | | Clotaire II roi de Neustrie (584-613) roi des Francs (613-629)                                                | Clotaire II roi de Neustrie (584-613) roi des Francs (613-629)                                                | Clotaire II roi de Neustrie (584-613) roi des Francs (613-629) | Clotaire II roi de Neustrie (584-613) roi des Francs (613-629) | Clotaire II roi de Neustrie (584-613) roi des Francs (613-629) | Clotaire II roi de Neustrie (584-613) roi des Francs (613-629) |                                          |                                          |                                                        |                                                        |                                                        |                                                        |                                                        |                                                        |                                       |                                       |                                       |                                       |  |  |  |  |  |  |  |  |  |  |  |  |  |  |  |  |  |  |  |  |  |  |  |  |  |  |  |  |
|                                                           |                                                           |                                                           |                                                           |                                                           |                                                           |  |  |                                                                 |                                                                 |                                                                 |                                                                 |                                                                 |                                                                 |         |  |                                                                  |                                                                  |                                                                  |                                                                  |                                                                  |                                                                  |         |         | | | | | | |                                                                |                                                                |                                                                |                                                                |                                          |                                          |                                                        |                                                        |                                                        |                                                        |                                                        |                                                        |                                       |                                       |                                       |                                       |  |  |  |  |  |  |  |  |  |  |  |  |  |  |  |  |  |  |  |  |  |  |  |  |  |  |  |  |
|                                                           |                                                           |                                                           |                                                           |                                                           |                                                           |  |  | Thibert/Théodebert II roi d’Austrasie (596-612)                 | Thibert/Théodebert II roi d’Austrasie (596-612)                 | Thibert/Théodebert II roi d’Austrasie (596-612)                 | Thibert/Théodebert II roi d’Austrasie (596-612)                 | Thibert/Théodebert II roi d’Austrasie (596-612)                 | Thibert/Théodebert II roi d’Austrasie (596-612)                 |         |  | Thierry II roi des Burgondes (596-613) roi d'Austrasie (612-613) | Thierry II roi des Burgondes (596-613) roi d'Austrasie (612-613) | Thierry II roi des Burgondes (596-613) roi d'Austrasie (612-613) | Thierry II roi des Burgondes (596-613) roi d'Austrasie (612-613) | Thierry II roi des Burgondes (596-613) roi d'Austrasie (612-613) | Thierry II roi des Burgondes (596-613) roi d'Austrasie (612-613) |         |         | Dagobert Ier roi des Francs (629-639)                                                                         | Dagobert Ier roi des Francs (629-639)                                                                         | Dagobert Ier roi des Francs (629-639)                                                                         | Dagobert Ier roi des Francs (629-639)                                                                         | Dagobert Ier roi des Francs (629-639)                                                                         | Dagobert Ier roi des Francs (629-639)                                                                         |                                                                |                                                                | Caribert II roi d’Aquitaine (629-632)                          | Caribert II roi d’Aquitaine (629-632)                          | Caribert II roi d’Aquitaine (629-632)    | Caribert II roi d’Aquitaine (629-632)    | Caribert II roi d’Aquitaine (629-632)                  | Caribert II roi d’Aquitaine (629-632)                  |                                                        |                                                        |                                                        |                                                        |                                       |                                       |                                       |                                       |  |  |  |  |  |  |  |  |  |  |  |  |  |  |  |  |  |  |  |  |  |  |  |  |  |  |  |  |
|                                                           |                                                           |                                                           |                                                           |                                                           |                                                           |  |  | Thibert/Théodebert II roi d’Austrasie (596-612)                 | Thibert/Théodebert II roi d’Austrasie (596-612)                 | Thibert/Théodebert II roi d’Austrasie (596-612)                 | Thibert/Théodebert II roi d’Austrasie (596-612)                 | Thibert/Théodebert II roi d’Austrasie (596-612)                 | Thibert/Théodebert II roi d’Austrasie (596-612)                 |         |  | Thierry II roi des Burgondes (596-613) roi d'Austrasie (612-613) | Thierry II roi des Burgondes (596-613) roi d'Austrasie (612-613) | Thierry II roi des Burgondes (596-613) roi d'Austrasie (612-613) | Thierry II roi des Burgondes (596-613) roi d'Austrasie (612-613) | Thierry II roi des Burgondes (596-613) roi d'Austrasie (612-613) | Thierry II roi des Burgondes (596-613) roi d'Austrasie (612-613) |         |         | Dagobert Ier roi des Francs (629-639)                                                                         | Dagobert Ier roi des Francs (629-639)                                                                         | Dagobert Ier roi des Francs (629-639)                                                                         | Dagobert Ier roi des Francs (629-639)                                                                         | Dagobert Ier roi des Francs (629-639)                                                                         | Dagobert Ier roi des Francs (629-639)                                                                         |                                                                |                                                                | Caribert II roi d’Aquitaine (629-632)                          | Caribert II roi d’Aquitaine (629-632)                          | Caribert II roi d’Aquitaine (629-632)    | Caribert II roi d’Aquitaine (629-632)    | Caribert II roi d’Aquitaine (629-632)                  | Caribert II roi d’Aquitaine (629-632)                  |                                                        |                                                        |                                                        |                                                        |                                       |                                       |                                       |                                       |  |  |  |  |  |  |  |  |  |  |  |  |  |  |  |  |  |  |  |  |  |  |  |  |  |  |  |  |
|                                                           |                                                           |                                                           |                                                           |                                                           |                                                           |  |  |                                                                 |                                                                 |                                                                 |                                                                 |                                                                 |                                                                 |         |  |                                                                  |                                                                  |                                                                  |                                                                  |                                                                  |                                                                  |         |         | | | | | | |                                                                |                                                                |                                                                |                                                                |                                          |                                          |                                                        |                                                        |                                                        |                                                        |                                                        |                                                        |                                       |                                       |                                       |                                       |  |  |  |  |  |  |  |  |  |  |  |  |  |  |  |  |  |  |  |  |  |  |  |  |  |  |  |  |
|                                                           |                                                           |                                                           |                                                           |                                                           |                                                           |  |  |                                                                 |                                                                 |                                                                 |                                                                 |                                                                 |                                                                 |         |  | Sigebert II roi d'Austrasie et des Burgondes (613)               | Sigebert II roi d'Austrasie et des Burgondes (613)               | Sigebert II roi d'Austrasie et des Burgondes (613)               | Sigebert II roi d'Austrasie et des Burgondes (613)               | Sigebert II roi d'Austrasie et des Burgondes (613)               | Sigebert II roi d'Austrasie et des Burgondes (613)               |         |         | Clovis II roi de Neustrie (639-657)                                                                           | Clovis II roi de Neustrie (639-657)                                                                           | Clovis II roi de Neustrie (639-657)                                                                           | Clovis II roi de Neustrie (639-657)                                                                           | Clovis II roi de Neustrie (639-657)                                                                           | Clovis II roi de Neustrie (639-657)                                                                           |                                                                |                                                                | Sigebert III roi d’Austrasie (639-656)                         | Sigebert III roi d’Austrasie (639-656)                         | Sigebert III roi d’Austrasie (639-656)   | Sigebert III roi d’Austrasie (639-656)   | Sigebert III roi d’Austrasie (639-656)                 | Sigebert III roi d’Austrasie (639-656)                 |                                                        |                                                        |                                                        |                                                        |                                       |                                       |                                       |                                       |  |  |  |  |  |  |  |  |  |  |  |  |  |  |  |  |  |  |  |  |  |  |  |  |  |  |  |  |
|                                                           |                                                           |                                                           |                                                           |                                                           |                                                           |  |  |                                                                 |                                                                 |                                                                 |                                                                 |                                                                 |                                                                 |         |  | Sigebert II roi d'Austrasie et des Burgondes (613)               | Sigebert II roi d'Austrasie et des Burgondes (613)               | Sigebert II roi d'Austrasie et des Burgondes (613)               | Sigebert II roi d'Austrasie et des Burgondes (613)               | Sigebert II roi d'Austrasie et des Burgondes (613)               | Sigebert II roi d'Austrasie et des Burgondes (613)               |         |         | Clovis II roi de Neustrie (639-657)                                                                           | Clovis II roi de Neustrie (639-657)                                                                           | Clovis II roi de Neustrie (639-657)                                                                           | Clovis II roi de Neustrie (639-657)                                                                           | Clovis II roi de Neustrie (639-657)                                                                           | Clovis II roi de Neustrie (639-657)                                                                           |                                                                |                                                                | Sigebert III roi d’Austrasie (639-656)                         | Sigebert III roi d’Austrasie (639-656)                         | Sigebert III roi d’Austrasie (639-656)   | Sigebert III roi d’Austrasie (639-656)   | Sigebert III roi d’Austrasie (639-656)                 | Sigebert III roi d’Austrasie (639-656)                 |                                                        |                                                        |                                                        |                                                        |                                       |                                       |                                       |                                       |  |  |  |  |  |  |  |  |  |  |  |  |  |  |  |  |  |  |  |  |  |  |  |  |  |  |  |  |
|                                                           |                                                           |                                                           |                                                           |                                                           |                                                           |  |  |                                                                 |                                                                 |                                                                 |                                                                 |                                                                 |                                                                 |         |  |                                                                  |                                                                  |                                                                  |                                                                  |                                                                  |                                                                  |         |         | | | | | | |                                                                |                                                                |                                                                |                                                                |                                          |                                          |                                                        |                                                        |                                                        |                                                        |                                                        |                                                        |                                       |                                       |                                       |                                       |  |  |  |  |  |  |  |  |  |  |  |  |  |  |  |  |  |  |  |  |  |  |  |  |  |  |  |  |
| Clotaire III roi de Neustrie (657-673)                    | Clotaire III roi de Neustrie (657-673)                    | Clotaire III roi de Neustrie (657-673)                    | Clotaire III roi de Neustrie (657-673)                    | Clotaire III roi de Neustrie (657-673)                    | Clotaire III roi de Neustrie (657-673)                    |  |  | Childéric II roi d’Austrasie (662-673) roi des Francs (673-675) | Childéric II roi d’Austrasie (662-673) roi des Francs (673-675) | Childéric II roi d’Austrasie (662-673) roi des Francs (673-675) | Childéric II roi d’Austrasie (662-673) roi des Francs (673-675) | Childéric II roi d’Austrasie (662-673) roi des Francs (673-675) | Childéric II roi d’Austrasie (662-673) roi des Francs (673-675) |         |  |                                                                  |                                                                  |                                                                  |                                                                  |                                                                  |                                                                  |         |         | Thierry III roi de Neustrie (673,675-679) roi des Francs (679-691)                                            | Thierry III roi de Neustrie (673,675-679) roi des Francs (679-691)                                            | Thierry III roi de Neustrie (673,675-679) roi des Francs (679-691)                                            | Thierry III roi de Neustrie (673,675-679) roi des Francs (679-691)                                            | Thierry III roi de Neustrie (673,675-679) roi des Francs (679-691)                                            | Thierry III roi de Neustrie (673,675-679) roi des Francs (679-691)                                            |                                                                |                                                                | Childebert III roi d’Austrasie (656-662)                       | Childebert III roi d’Austrasie (656-662)                       | Childebert III roi d’Austrasie (656-662) | Childebert III roi d’Austrasie (656-662) | Childebert III roi d’Austrasie (656-662)               | Childebert III roi d’Austrasie (656-662)               |                                                        |                                                        | Dagobert II roi d’Austrasie (676-679)                  | Dagobert II roi d’Austrasie (676-679)                  | Dagobert II roi d’Austrasie (676-679) | Dagobert II roi d’Austrasie (676-679) | Dagobert II roi d’Austrasie (676-679) | Dagobert II roi d’Austrasie (676-679) |  |  |  |  |  |  |  |  |  |  |  |  |  |  |  |  |  |  |  |  |  |  |  |  |  |  |  |  |
| Clotaire III roi de Neustrie (657-673)                    | Clotaire III roi de Neustrie (657-673)                    | Clotaire III roi de Neustrie (657-673)                    | Clotaire III roi de Neustrie (657-673)                    | Clotaire III roi de Neustrie (657-673)                    | Clotaire III roi de Neustrie (657-673)                    |  |  | Childéric II roi d’Austrasie (662-673) roi des Francs (673-675) | Childéric II roi d’Austrasie (662-673) roi des Francs (673-675) | Childéric II roi d’Austrasie (662-673) roi des Francs (673-675) | Childéric II roi d’Austrasie (662-673) roi des Francs (673-675) | Childéric II roi d’Austrasie (662-673) roi des Francs (673-675) | Childéric II roi d’Austrasie (662-673) roi des Francs (673-675) |         |  |                                                                  |                                                                  |                                                                  |                                                                  |                                                                  |                                                                  |         |         | Thierry III roi de Neustrie (673,675-679) roi des Francs (679-691)                                            | Thierry III roi de Neustrie (673,675-679) roi des Francs (679-691)                                            | Thierry III roi de Neustrie (673,675-679) roi des Francs (679-691)                                            | Thierry III roi de Neustrie (673,675-679) roi des Francs (679-691)                                            | Thierry III roi de Neustrie (673,675-679) roi des Francs (679-691)                                            | Thierry III roi de Neustrie (673,675-679) roi des Francs (679-691)                                            |                                                                |                                                                | Childebert III roi d’Austrasie (656-662)                       | Childebert III roi d’Austrasie (656-662)                       | Childebert III roi d’Austrasie (656-662) | Childebert III roi d’Austrasie (656-662) | Childebert III roi d’Austrasie (656-662)               | Childebert III roi d’Austrasie (656-662)               |                                                        |                                                        | Dagobert II roi d’Austrasie (676-679)                  | Dagobert II roi d’Austrasie (676-679)                  | Dagobert II roi d’Austrasie (676-679) | Dagobert II roi d’Austrasie (676-679) | Dagobert II roi d’Austrasie (676-679) | Dagobert II roi d’Austrasie (676-679) |  |  |  |  |  |  |  |  |  |  |  |  |  |  |  |  |  |  |  |  |  |  |  |  |  |  |  |  |
|                                                           |                                                           |                                                           |                                                           |                                                           |                                                           |  |  |                                                                 |                                                                 |                                                                 |                                                                 |                                                                 |                                                                 |         |  |                                                                  |                                                                  |                                                                  |                                                                  |                                                                  |                                                                  |         |         | | | | | | |                                                                |                                                                |                                                                |                                                                |                                          |                                          |                                                        |                                                        |                                                        |                                                        |                                                        |                                                        |                                       |                                       |                                       |                                       |  |  |  |  |  |  |  |  |  |  |  |  |  |  |  |  |  |  |  |  |  |  |  |  |  |  |  |  |
| Clovis III roi d’Austrasie (675-676)                      | Clovis III roi d’Austrasie (675-676)                      | Clovis III roi d’Austrasie (675-676)                      | Clovis III roi d’Austrasie (675-676)                      | Clovis III roi d’Austrasie (675-676)                      | Clovis III roi d’Austrasie (675-676)                      |  |  | Chilpéric II roi de Neustrie (715-719) roi des Francs (719-721) | Chilpéric II roi de Neustrie (715-719) roi des Francs (719-721) | Chilpéric II roi de Neustrie (715-719) roi des Francs (719-721) | Chilpéric II roi de Neustrie (715-719) roi des Francs (719-721) | Chilpéric II roi de Neustrie (715-719) roi des Francs (719-721) | Chilpéric II roi de Neustrie (715-719) roi des Francs (719-721) |         |  | Clovis IV roi des Francs (691-695)                               | Clovis IV roi des Francs (691-695)                               | Clovis IV roi des Francs (691-695)                               | Clovis IV roi des Francs (691-695)                               | Clovis IV roi des Francs (691-695)                               | Clovis IV roi des Francs (691-695)                               |         |         | Childebert IV roi des Francs (695-711)                                                                        | Childebert IV roi des Francs (695-711)                                                                        | Childebert IV roi des Francs (695-711)                                                                        | Childebert IV roi des Francs (695-711)                                                                        | Childebert IV roi des Francs (695-711)                                                                        | Childebert IV roi des Francs (695-711)                                                                        |                                                                |                                                                | Clotaire IV roi d’Austrasie (717-719)                          | Clotaire IV roi d’Austrasie (717-719)                          | Clotaire IV roi d’Austrasie (717-719)    | Clotaire IV roi d’Austrasie (717-719)    | Clotaire IV roi d’Austrasie (717-719)                  | Clotaire IV roi d’Austrasie (717-719)                  |                                                        |                                                        |                                                        |                                                        |                                       |                                       |                                       |                                       |  |  |  |  |  |  |  |  |  |  |  |  |  |  |  |  |  |  |  |  |  |  |  |  |  |  |  |  |
| Clovis III roi d’Austrasie (675-676)                      | Clovis III roi d’Austrasie (675-676)                      | Clovis III roi d’Austrasie (675-676)                      | Clovis III roi d’Austrasie (675-676)                      | Clovis III roi d’Austrasie (675-676)                      | Clovis III roi d’Austrasie (675-676)                      |  |  | Chilpéric II roi de Neustrie (715-719) roi des Francs (719-721) | Chilpéric II roi de Neustrie (715-719) roi des Francs (719-721) | Chilpéric II roi de Neustrie (715-719) roi des Francs (719-721) | Chilpéric II roi de Neustrie (715-719) roi des Francs (719-721) | Chilpéric II roi de Neustrie (715-719) roi des Francs (719-721) | Chilpéric II roi de Neustrie (715-719) roi des Francs (719-721) | <= ? => |  | Clovis IV roi des Francs (691-695)                               | Clovis IV roi des Francs (691-695)                               | Clovis IV roi des Francs (691-695)                               | Clovis IV roi des Francs (691-695)                               | Clovis IV roi des Francs (691-695)                               | Clovis IV roi des Francs (691-695)                               |         |         | Childebert IV roi des Francs (695-711)                                                                        | Childebert IV roi des Francs (695-711)                                                                        | Childebert IV roi des Francs (695-711)                                                                        | Childebert IV roi des Francs (695-711)                                                                        | Childebert IV roi des Francs (695-711)                                                                        | Childebert IV roi des Francs (695-711)                                                                        |                                                                |                                                                | Clotaire IV roi d’Austrasie (717-719)                          | Clotaire IV roi d’Austrasie (717-719)                          | Clotaire IV roi d’Austrasie (717-719)    | Clotaire IV roi d’Austrasie (717-719)    | Clotaire IV roi d’Austrasie (717-719)                  | Clotaire IV roi d’Austrasie (717-719)                  |                                                        |                                                        |                                                        |                                                        |                                       |                                       |                                       |                                       |  |  |  |  |  |  |  |  |  |  |  |  |  |  |  |  |  |  |  |  |  |  |  |  |  |  |  |  |
|                                                           |                                                           |                                                           |                                                           |                                                           |                                                           |  |  |                                                                 |                                                                 |                                                                 |                                                                 |                                                                 |                                                                 |         |  |                                                                  |                                                                  |                                                                  |                                                                  |                                                                  |                                                                  |         |         | Dagobert III roi des Francs (711-715)                                                                         | | | | | |                                                                |                                                                |                                                                |                                                                |                                          |                                          |                                                        |                                                        |                                                        |                                                        |                                                        |                                                        |                                       |                                       |                                       |                                       |  |  |  |  |  |  |  |  |  |  |  |  |  |  |  |  |  |  |  |  |  |  |  |  |  |  |  |  |
|                                                           |                                                           |                                                           |                                                           |                                                           |                                                           |  |  |                                                                 |                                                                 |                                                                 |                                                                 |                                                                 |                                                                 |         |  |                                                                  |                                                                  |                                                                  |                                                                  |                                                                  |                                                                  |         |         | | | | | | |                                                                |                                                                |                                                                |                                                                |                                          |                                          |                                                        |                                                        |                                                        |                                                        |                                                        |                                                        |                                       |                                       |                                       |                                       |  |  |  |  |  |  |  |  |  |  |  |  |  |  |  |  |  |  |  |  |  |  |  |  |  |  |  |  |
|                                                           |                                                           |                                                           |                                                           |                                                           |                                                           |  |  | Childéric III roi des Francs (743-751)                          | Childéric III roi des Francs (743-751)                          | Childéric III roi des Francs (743-751)                          | Childéric III roi des Francs (743-751)                          | Childéric III roi des Francs (743-751)                          | Childéric III roi des Francs (743-751)                          |         |  |                                                                  |                                                                  |                                                                  |                                                                  |                                                                  |                                                                  | <= ? => | <= ? => | Thierry IV roi des Francs (721-737)                                                                           | Thierry IV roi des Francs (721-737)                                                                           | Thierry IV roi des Francs (721-737)                                                                           | Thierry IV roi des Francs (721-737)                                                                           | Thierry IV roi des Francs (721-737)                                                                           | Thierry IV roi des Francs (721-737)                                                                           |                                                                |                                                                |                                                                |                                                                |                                          |                                          |                                                        |                                                        |                                                        |                                                        |                                                        |                                                        |                                       |                                       |                                       |                                       |  |  |  |  |  |  |  |  |  |  |  |  |  |  |  |  |  |  |  |  |  |  |  |  |  |  |  |  |
|                                                           |                                                           |                                                           |                                                           |                                                           |                                                           |  |  | Childéric III roi des Francs (743-751)                          | Childéric III roi des Francs (743-751)                          | Childéric III roi des Francs (743-751)                          | Childéric III roi des Francs (743-751)                          | Childéric III roi des Francs (743-751)                          | Childéric III roi des Francs (743-751)                          |         |  |                                                                  |                                                                  |                                                                  |                                                                  |                                                                  |                                                                  | <= ? => | <= ? => | Thierry IV roi des Francs (721-737)                                                                           | Thierry IV roi des Francs (721-737)                                                                           | Thierry IV roi des Francs (721-737)                                                                           | Thierry IV roi des Francs (721-737)                                                                           | Thierry IV roi des Francs (721-737)                                                                           | Thierry IV roi des Francs (721-737)                                                                           |                                                                |                                                                |                                                                |                                                                |                                          |                                          |                                                        |                                                        |                                                        |                                                        |                                                        |                                                        |                                       |                                       |                                       |                                       |  |  |  |  |  |  |  |  |  |  |  |  |  |  |  |  |  |  |  |  |  |  |  |  |  |  |  |  |
|                                                           |                                                           |                                                           |                                                           |                                                           |                                                           |  |  |                                                                 |                                                                 |                                                                 |                                                                 |                                                                 |                                                                 |         |  |                                                                  |                                                                  |                                                                  |                                                                  |                                                                  |                                                                  |         |         | | | | | | |                                                                |                                                                |                                                                |                                                                |                                          |                                          |                                                        |                                                        |                                                        |                                                        |                                                        |                                                        |                                       |                                       |                                       |                                       |  |  |  |  |  |  |  |  |  |  |  |  |  |  |  |  |  |  |  |  |  |  |  |  |  |  |  |  |
|                                                           |                                                           |                                                           |                                                           |                                                           |                                                           |  |  |                                                                 |                                                                 |                                                                 |                                                                 |                                                                 |                                                                 |         |  |                                                                  |                                                                  |                                                                  |                                                                  |                                                                  |                                                                  |         |         | | | | | | |                                                                |                                                                |                                                                |                                                                |                                          |                                          |                                                        |                                                        |                                                        |                                                        |                                                        |                                                        |                                       |                                       |                                       |                                       |  |  |  |  |  |  |  |  |  |  |  |  |  |  |  |  |  |  |  |  |  |  |  |  |  |  |  |  |

## Chronologie et territoires
| Période | Austrasie (Reims, puis Metz) | Neustrie (Soissons) | Bourgogne (Chalon-sur-Saône) |
| ------- | ---------------------------- | ------------------- | ---------------------------- |
| 481-511 | Clovis Ier                   | Clovis Ier          | Gondebaud                    |
| 511-516 | Thierry Ier                  | Clotaire Ier        | Gondebaud                    |
| 516-524 | Thierry Ier                  | Clotaire Ier        | Sigismond                    |
| 524-534 | Thierry Ier                  | Clotaire Ier        | Godomar III                  |
| 534-548 | Thibert Ier                  | Clotaire Ier        | Thibert Ier                  |
| 548-555 | Thibaut                      | Clotaire Ier        | Childebert Ier               |
| 555-558 | Clotaire Ier                 | Clotaire Ier        | Childebert Ier               |
| 558-561 | Clotaire Ier                 | Clotaire Ier        | Clotaire Ier                 |
| 561-575 | Sigebert Ier                 | Chilpéric Ier       | Gontran                      |
| 575-584 | Childebert II                | Chilpéric Ier       | Gontran                      |
| 584-592 | Childebert II                | Clotaire II         | Gontran                      |
| 592-596 | Childebert II                | Clotaire II         | Childebert II                |
| 596-612 | Thibert II                   | Clotaire II         | Thierry II                   |
| 613     | Sigebert II                  | Clotaire II         | Thierry II                   |
| 613-622 | Clotaire II                  | Clotaire II         | Clotaire II                  |
| 622-629 | Dagobert Ier                 | Clotaire II         | Clotaire II                  |
| 629-639 | Dagobert Ier                 | Dagobert Ier        | Dagobert Ier                 |
| 639-656 | Sigebert III                 | Clovis II           | Clovis II                    |
| 656-657 | Childebert III               | Clovis II           | Clovis II                    |
| 657-662 | Childebert III               | Clotaire III        | Clotaire III                 |
| 662-673 | Childéric II                 | Clotaire III        | Clotaire III                 |
| 673     | Childéric II                 | Thierry III         | Thierry III                  |
| 673-675 | Childéric II                 | Childéric II        | Childéric II                 |
| 675-679 | Dagobert II                  | Thierry III         | Thierry III                  |
| 679-691 | Thierry III                  | Thierry III         | Thierry III                  |
| 691-695 | Clovis IV                    | Clovis IV           | Clovis IV                    |
| 695-711 | Childebert IV                | Childebert IV       | Childebert IV                |
| 711-715 | Dagobert III                 | Dagobert III        | Dagobert III                 |
| 715-717 | Chilpéric II                 | Chilpéric II        | Chilpéric II                 |
| 717-719 | Clotaire IV                  | Clotaire IV         | Chilpéric II                 |
| 719-721 | Chilpéric II                 | Chilpéric II        | Chilpéric II                 |
| 721-737 | Thierry IV                   | Thierry IV          | Thierry IV                   |
| 737-743 | Interrègne                   | Interrègne          | Interrègne                   |
| 743-751 | Childéric III                | Childéric III       | Childéric III                |